# 1-464
1-464 — серія великопанельних житлових будинків в СРСР, розроблена інститутом Гіпробудіндустрія в 1958—1959 роках. Будувалась по всій території СРСР з кінця 1950-х до 1970-х років, а модифікації — з середини 1960-х до кінця 1990-х років.
Серія 1-464 визнана досить вдалою серед панельних хрущовок.

## Значення
При будівництві міста Братська головний інженер БратськГЕСбуду А. М. Гіндін наполіг, щоб людей селили не в дерев'яних будинках, а в п'ятиповерхівках. 464-а серія хрущовок допомогла тоді вирішити це завдання. А вже згодом їй на зміну прийшли інші проекти типового житла. Коли будівельники Братська завітали до Бразилії великого архітектора Оскара Німейєра, вони перед ним намагалися виправдовуватися: «Ви знаєте, у нас ці п'ятиповерхові будинки… чи то справа у вас у Бразилії — прогресивна архітектура». А Німейєр відповів: «Коли будував місто Бразиліа, я мріяв, щоб туди люди з фавел переїхали. Ви це завдання вирішили, а ми ні. Так, я побудував прекрасне місто, в якому оселилася еліта, а фавели як були, так і залишилися».

## Опис

### Конструкція
Будинки багатосекційного типу, найчастіше зустрічаються 4-секційні. Будинок складається з торцевих та рядових секцій.
Висота будинку 5 поверхів, нерідко — 9 поверхів (з 1966), рідше 3 або 4 поверхи. Перший поверх житловий.
В основу рішення будинків серії 1-464 покладено перехресно-стінну конструкційну систему. Зовнішні стіни — 1- та 3-шарові залізобетонні панелі завтовшки від 21 до 35 см залежно від кліматичного району будівництва. Зовнішні панелі — з «вузьким кроком», шириною 2,6 та 3,2 метра. Висота поверху 2,7 м. Панелі із шириною меншою, ніж висота, є пізнаваною рисою проєкту. Панелі гладкі фарбовані, або нефарбовані з гравійною обсипкою «шубою». Балкони розташовані на панелях завширшки 3,2 м.
Перекриття — суцільні залізобетонні плити завтовшки 10 см. Перегородки — залізобетонні, суцільного перерізу, товщиною 12 см.
Дах плаский суміщений, невентильований. Дах виходить за стіни «козирком» і покритий рулонним бітумним матеріалом. Водостоки зовнішні або відсутні. Технічний поверх (горище) відсутнє.

### Комунікації
Опалення — центральне водяне, холодне водопостачання — централізоване, каналізація — централізована. Гаряче водопостачання — централізоване або локальне (газові колонки), в останньому випадку в конструкції будинку передбачені димарі. Вентиляція — на кухні та в санвузлі, вентканали розташовані в стіні між санвузлом та кухнею.
Квартири оснащені ванною та газовою кухонною плитою, за відсутності газифікації — електричною.
Ліфт та сміттєпровід переважно відсутні, окрім серій 9-поверхових модифікацій 1-464д, 1-464А.

### Квартири

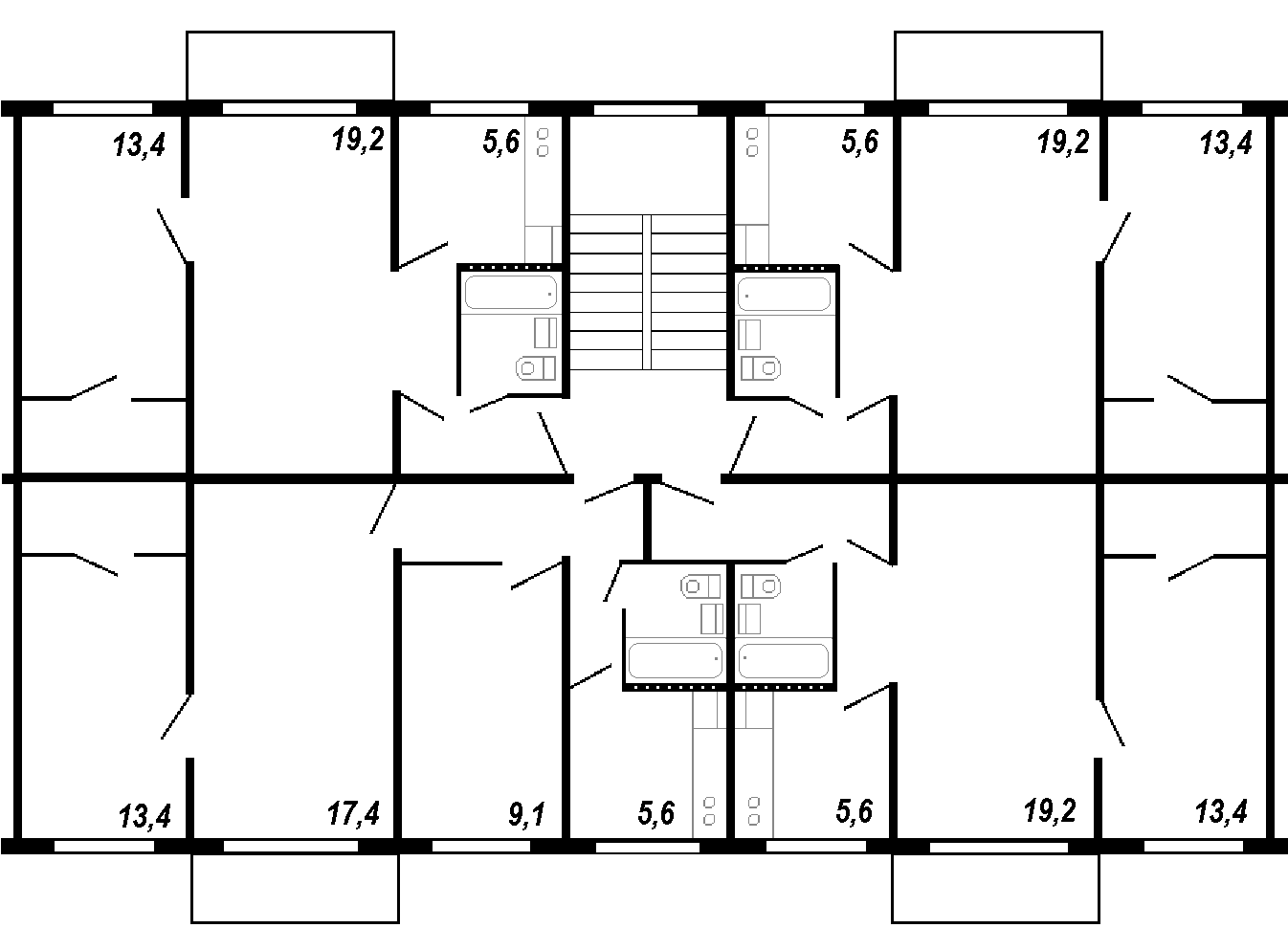
План секції 2-2-2-3 серії 1-464

У будинках присутні одно-, дво- та трикімнатні квартири. На сходовому майданчику розташовано 4 квартири. У торцевих секціях набір квартир 1-1-2-3 або 1-2-2-2, у рядових 1-2-3-3 або 2-2-2-3.
| Кількість кімнат | Загальна площа, м² | Житлова площа, м² | Площа кухні, м² |
| ---------------- | ------------------ | ----------------- | --------------- |
| 1                | 28-31              | 16-18             | від 5           |
| 2                | 39-46              | 27-35             | 5,6-6,3         |
| 3                | 55-62              | 40-47             | 5,6-6,3         |

Кімнати у 2-кімнатних та 3-кімнатних квартирах суміжні, у кутових квартирах — роздільні. Санвузол суміщений у всіх квартирах.

### Типові проекти заводів
Для виробництва комплектів виробів серії 1-464 інститутом «Гіпробудіндустрія» у 1959 році було розроблено типові проекти заводів. Авторами цих проектів заводів були інженери Ст. А. Гірський, Н. М. Гайсинський, М. З. Окунь, О. А. Сусніков, М. І. Вітальєв та Н. М. Антощенко.

### Переваги і недоліки
Переваги:

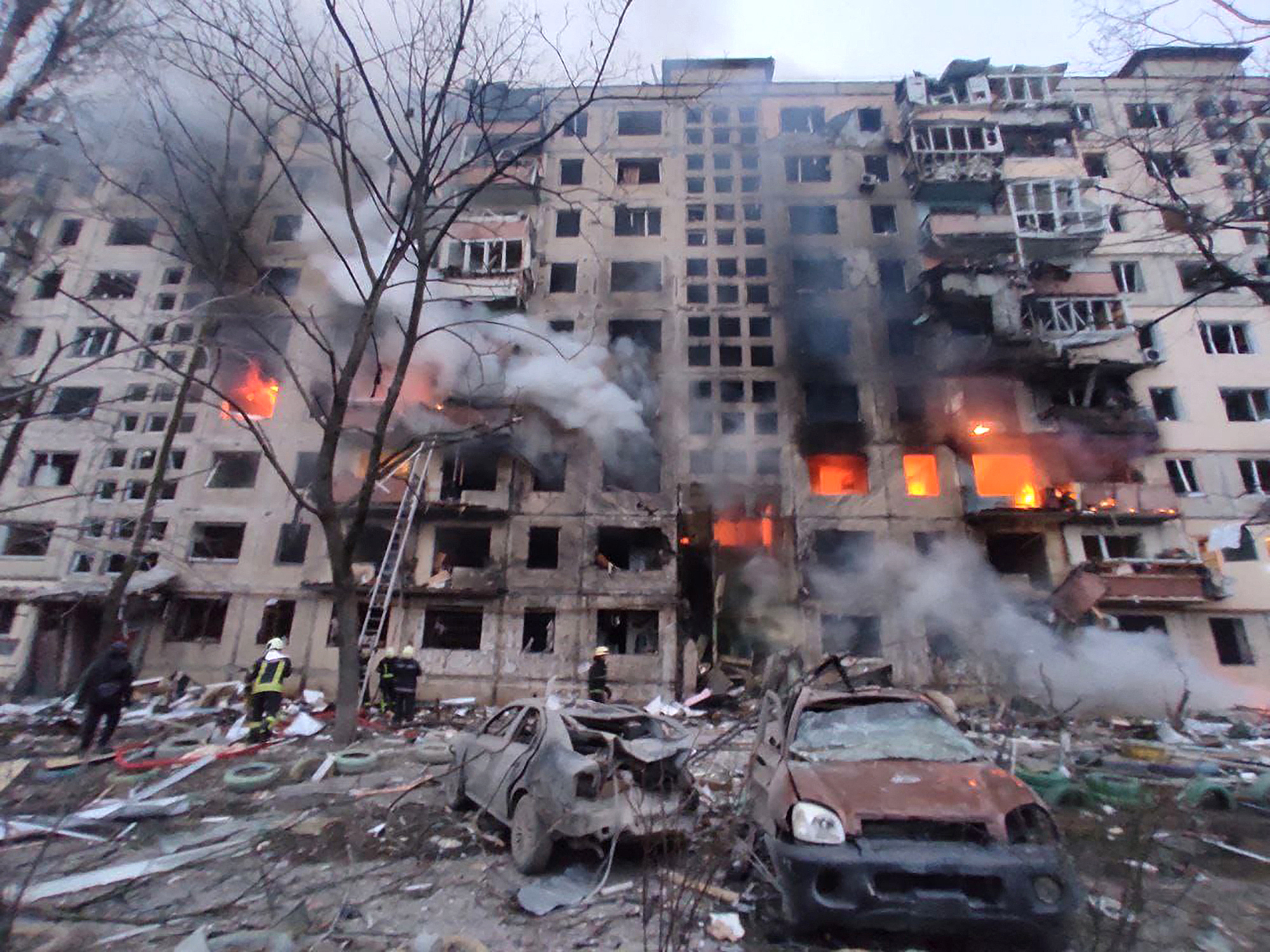
Модифікація 1-464А-51 на Оболоні, Богатирська 20 після влучання артилерійського снаряду 2022 року

1. Перехресно-стінна конструкція будівлі міцніша і довговічніша, ніж у іншої популярної серії хрущовок 1-335, що використовує «неповний каркас».
2. Порівняно з іншими серіями хрущовок — практично скрізь присутні балкони.
3. Більша кількість трикімнатних квартир порівняно з поширеними модифікаціями цегляних хрущовок 1-447.
4. Житлові будинки серії 1-464, як правило, знаходяться в районах «середнього поясу» міст з добре розвиненою інфраструктурою та транспортною доступністю.

Недоліки:
1. Неможливість перепланування квартири через наявність внутрішніх несучих стін. Можливий демонтаж лише двох стін санвузла та деяких перегородок.
2. Низька теплоізоляція зовнішніх стін.
3. Погана звукоізоляція усередині будинку.
4. Плоска м'яка покрівля має невисокий термін служби (10-15 років). Влітку дах сильно нагрівається.
5. Суміжні кімнати в трикімнатних та найбільших за площею (44-46 м²) двокімнатних квартирах. «Вагонні» пропорції кімнат у формі витягнутого прямокутника з вікном на меншій стороні.
6. Тісний передпокій.
7. Як і у всіх хрущовок — малий розмір кухні.
8. Дуже маленькі сходові майданчики навіть у порівнянні з деякими серіями хрущовок (у 2 рази менше, ніж у майже ідентичної планування серії 1-335).
9. При варіанті компонування з переважанням двокімнатних квартир (у торцевих секціях 1-2-2-2, а в рядових 2-2-2-3) всі квартири, крім кутових, виходять на один бік світла.

## Модифікації

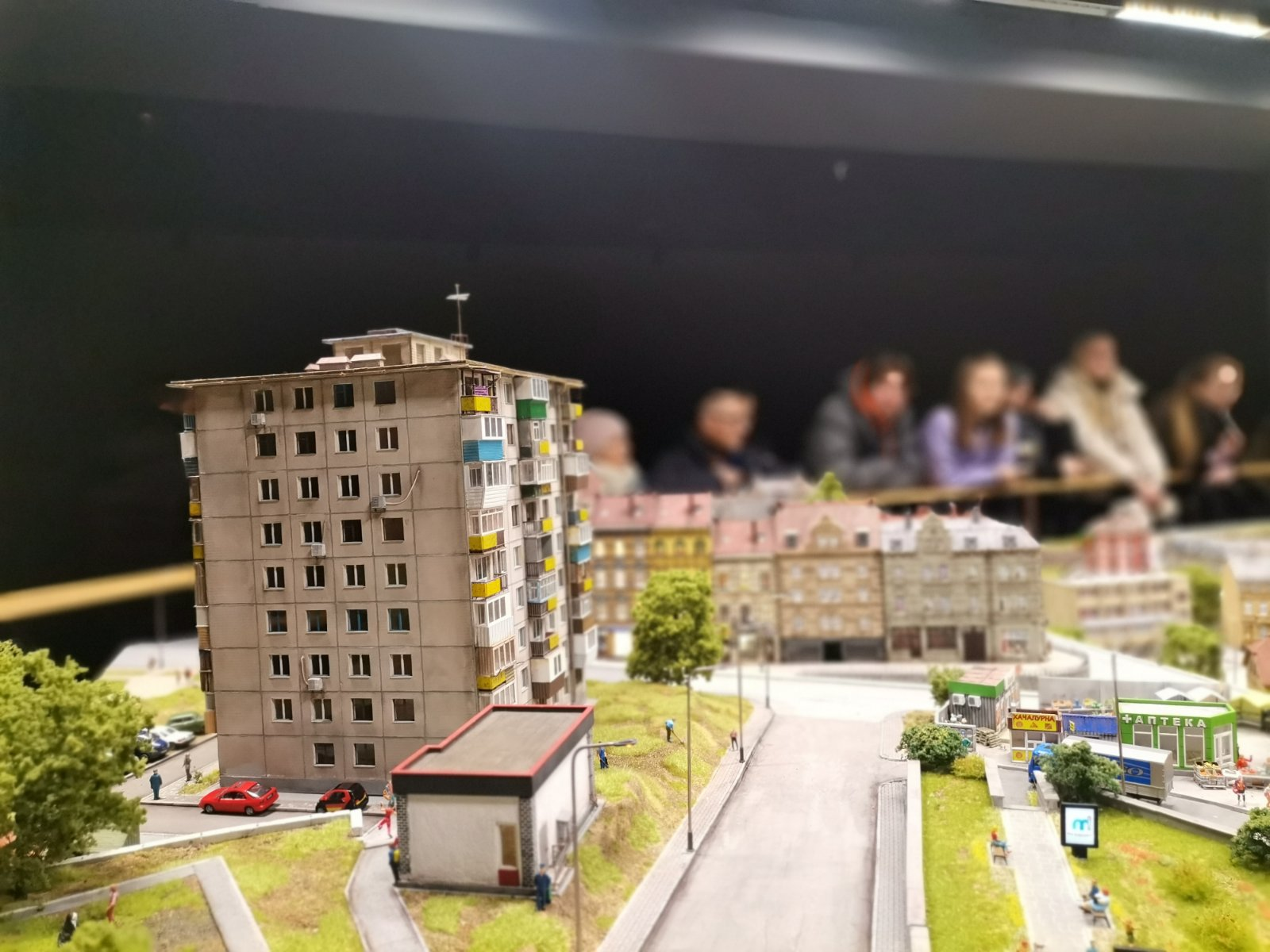
Макет 1-464А-20

У 1960 р. інститутом Гіпробудіндустрія було проведено роботу з коригування проектів, у результаті якої випущено відкориговані креслення проектів з індексом «А». У 1963—1964 pp. на її основі інститутом ЦНДІЕП Житла розроблено покращену серію 1-464А з індексами 14..18.
У будинках серії 1-464А-14…18 скорочено кількість прохідних кімнат, з'явилися окремі санвузли, двокімнатні квартири з двосторонньою орієнтацією («орні»). Тому будинки цих модифікацій є «перехідними» — від «хрущовок» до «брежнівок». У кутових секціях могли розташовуватись чотирикімнатні квартири з двома малометражними кімнатами вздовж торцевої стіни. На сходовому майданчику три квартири. Зовні будинок можна відрізнити по спарених балконах з боку під'їздів та зменшеної кількості балконів на зворотному боці, а також найчастіше по невеликих під'їзних вікнах.
У 1965—1968 рр. у Києві активно будували 9-поверхову модифікацію 1-464А-20. За свою симетричну прямокутну форму прозвані «коробочками». Відрізнялися від інших панельних будинків — розміщенням сходів і ліфту у глибині будинку.
У 1965—1966 pp. ЦНДІЕП Житла було конструктивно перероблено діючу серію 1-464А та значно розширено номенклатуру проектів житлових будинків. Таким проектам було надано індекс «Д». Такі будинки вже належать до «брєжнєвських».
На основі серії 1-464Д була розроблена серія 111—121 (початкова назва 1-464М). Конструкції будинків 111—121 були уніфіковані з 1-464Д, що дозволяло спростити переналагодження домобудівних комбінатів. Планування квартир було повністю перероблене, площа дво- та трикімнатних квартир збільшилася на 8-12 м 2, тому 111—121 відноситься до досить комфортних пізньобрежневських серій («нове планування»).

## Галерея

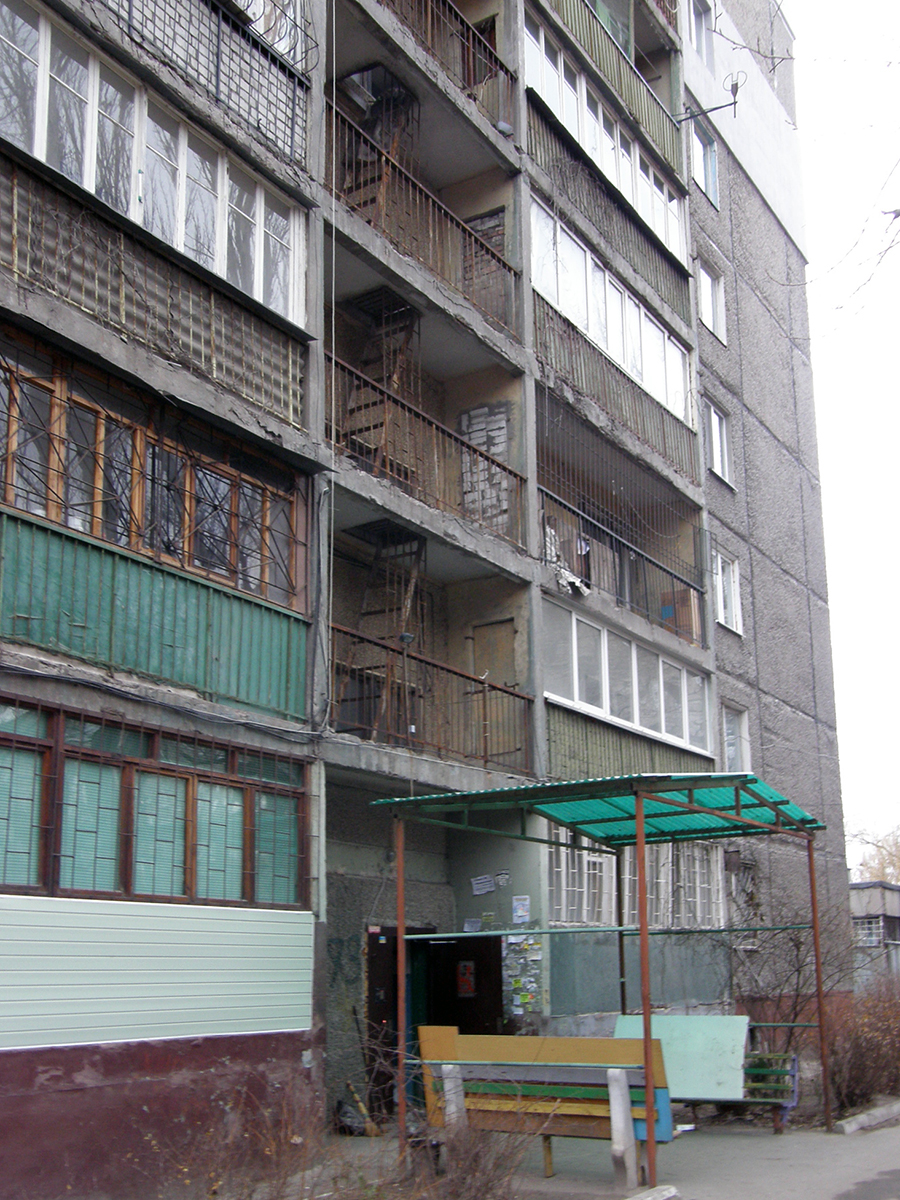
м. Дніпро, Слобожанський просп., 73
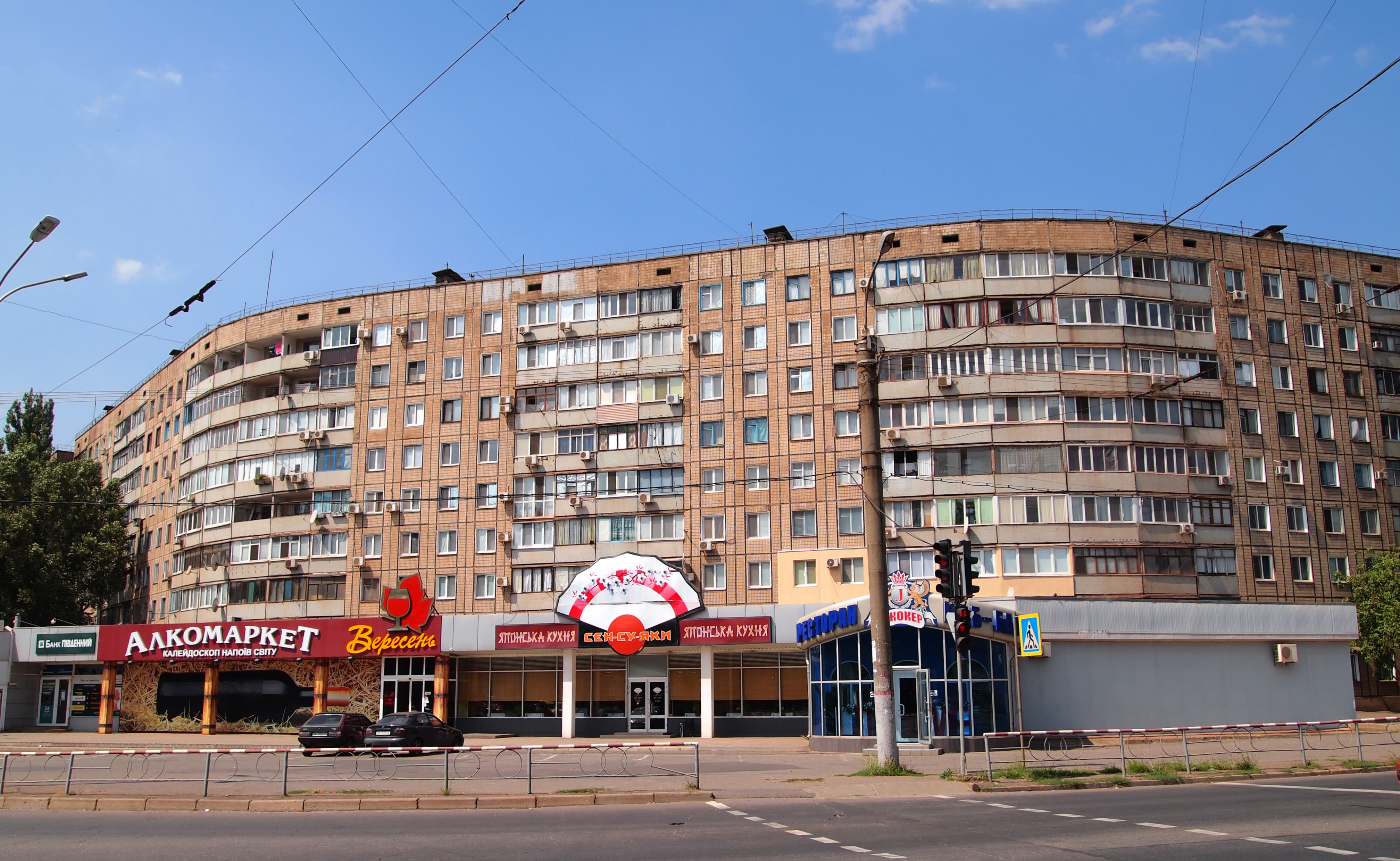
Кривий Ріг, просп. Миру, 7, 1974 – серія 1-464Д-83
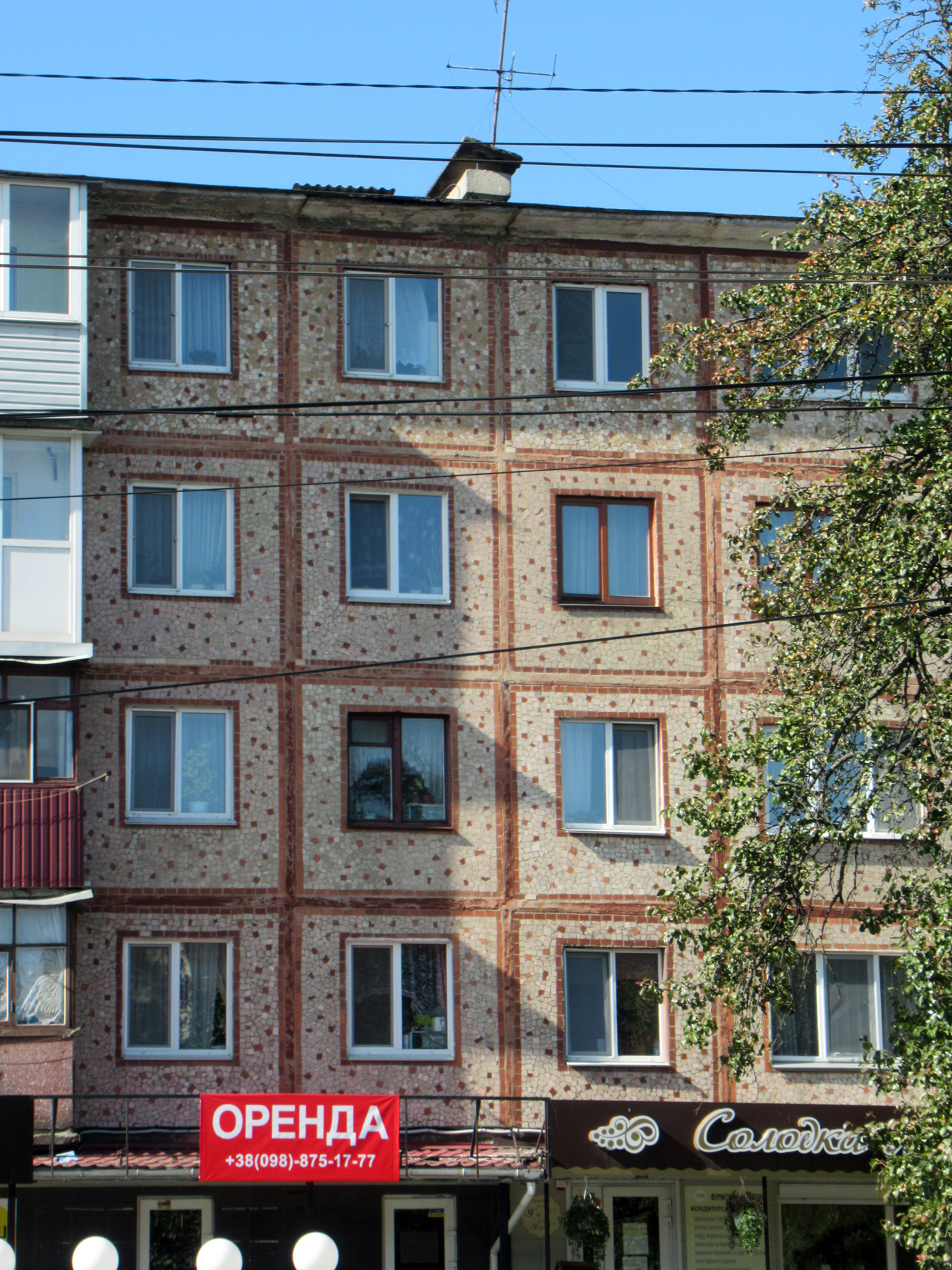
фабричне оздоблення панелей плиткою (Вінниця, вул. Київська, 47)

### 1-464А
Друге покоління серії розроблено у 1964 в  ЦНДІЕП Житла.

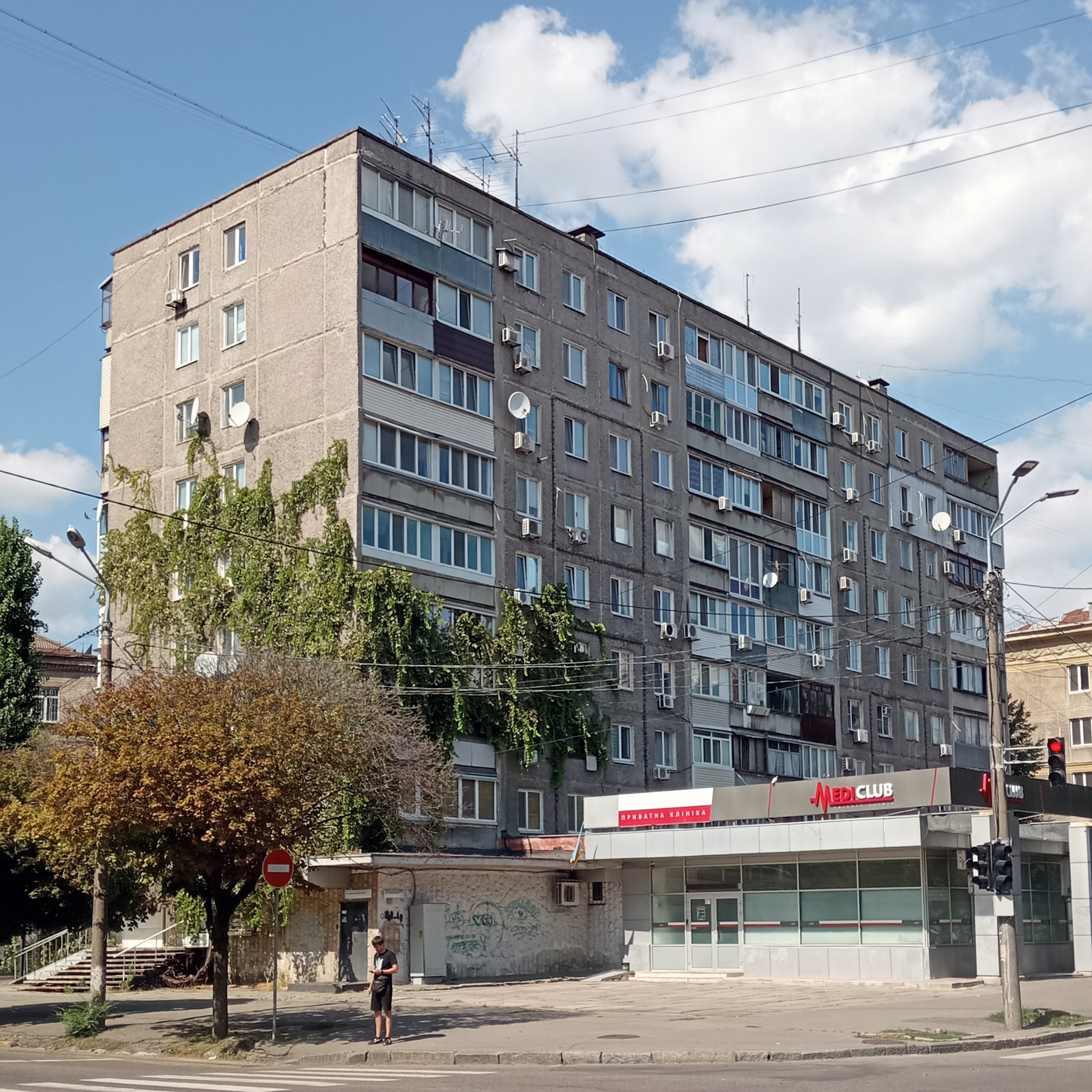
м. Дніпро, вул. Воскресенська, 2а
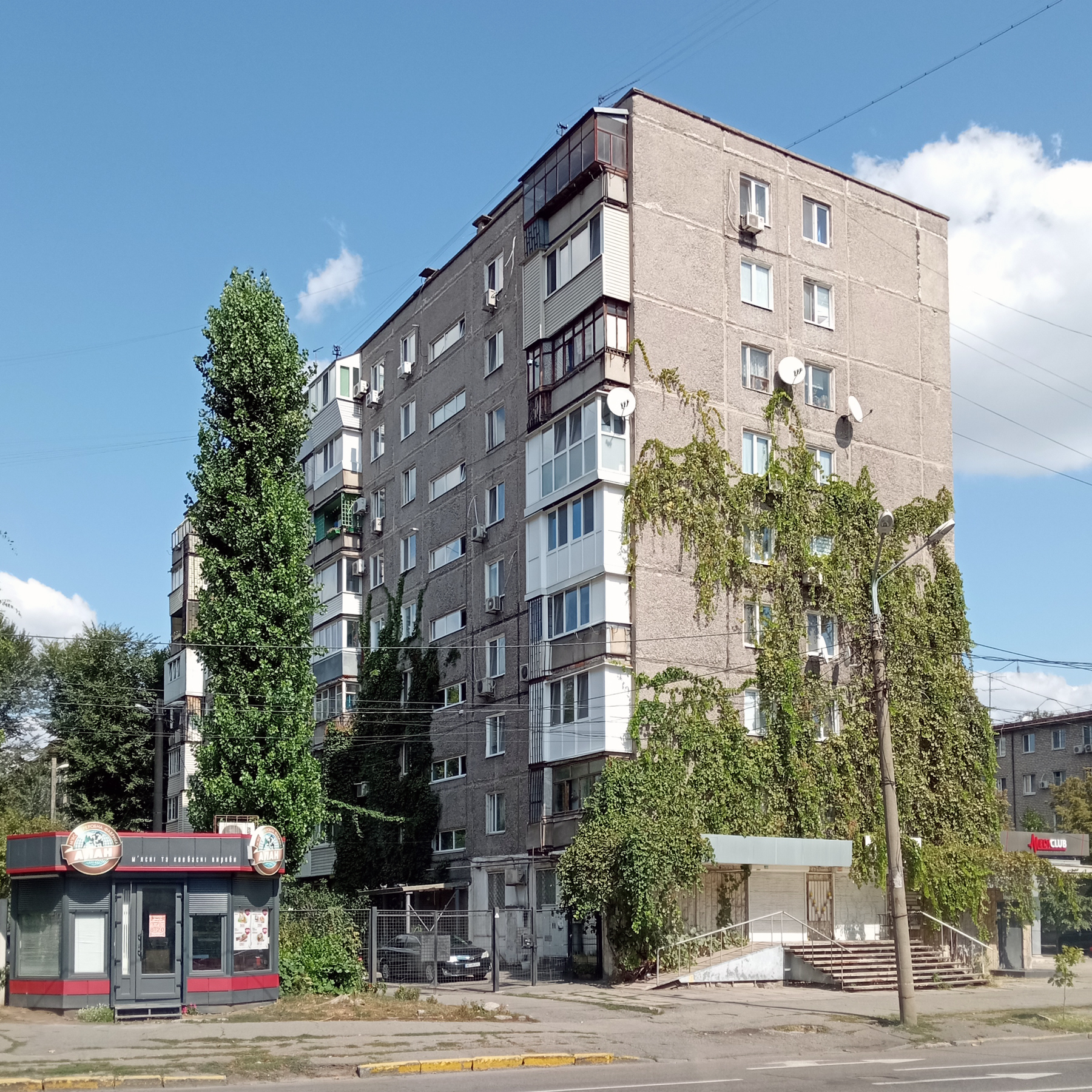
м. Дніпро, вул. Воскресенська, 2а
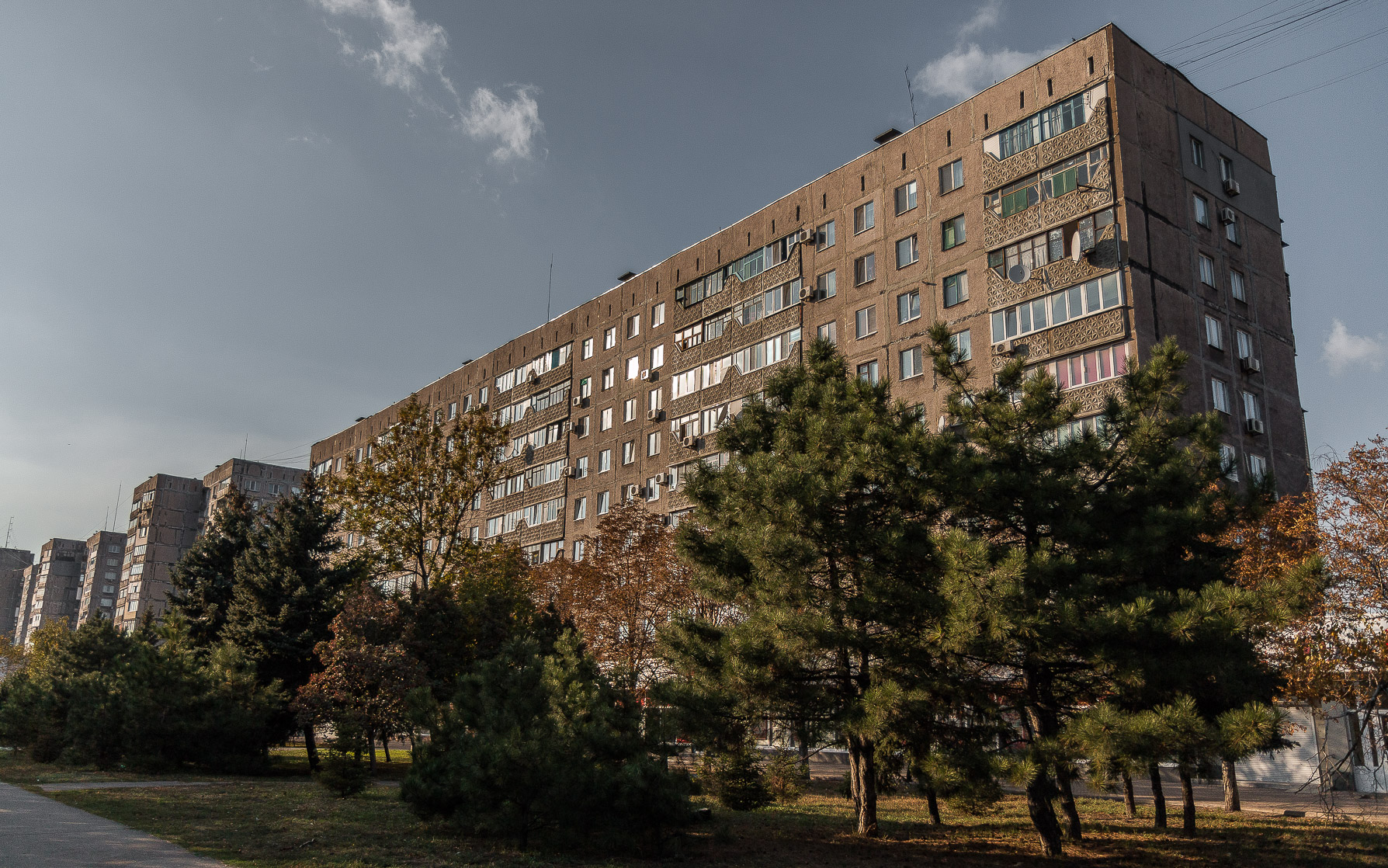
Маріуполь, просп. Миру, 87а, знесений російськими окупантами на початку 2023; за ним 12-поверхові 1-464Д-Э54
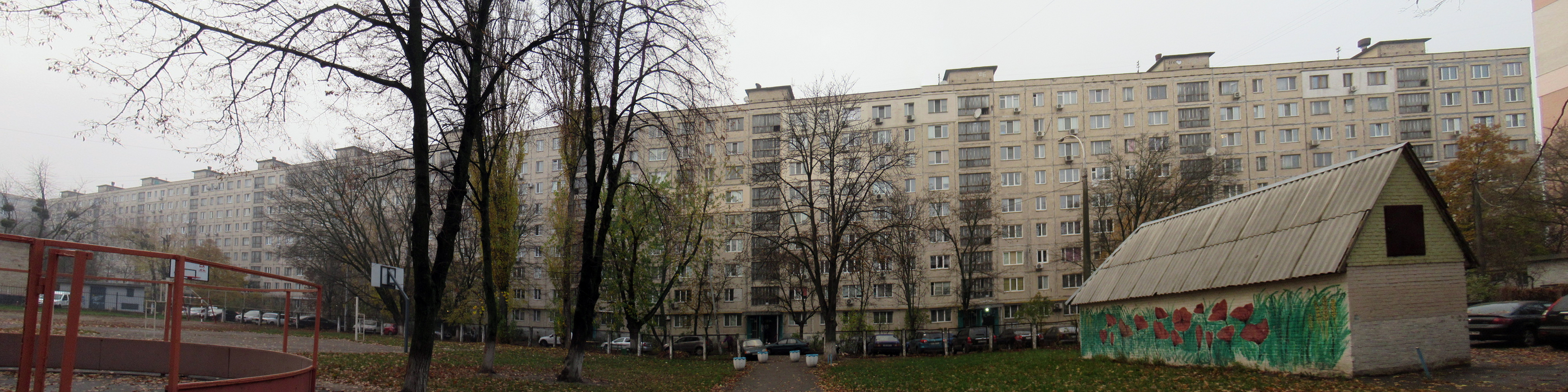
Київ, Микільська Борщагівка, просп. Леся Курбаса, 9, 1970 р.
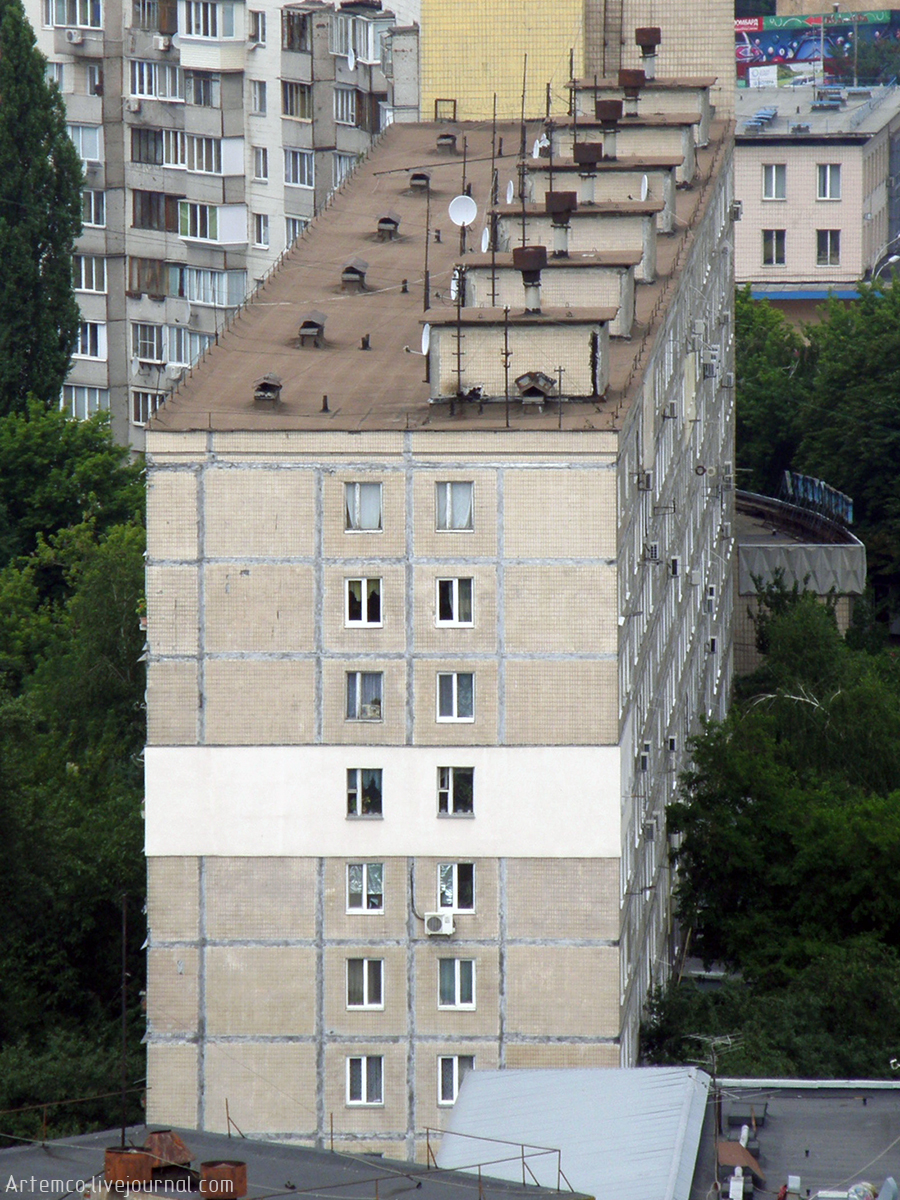
Київ, Деміївка, просп. Науки, 6, 1977 р.
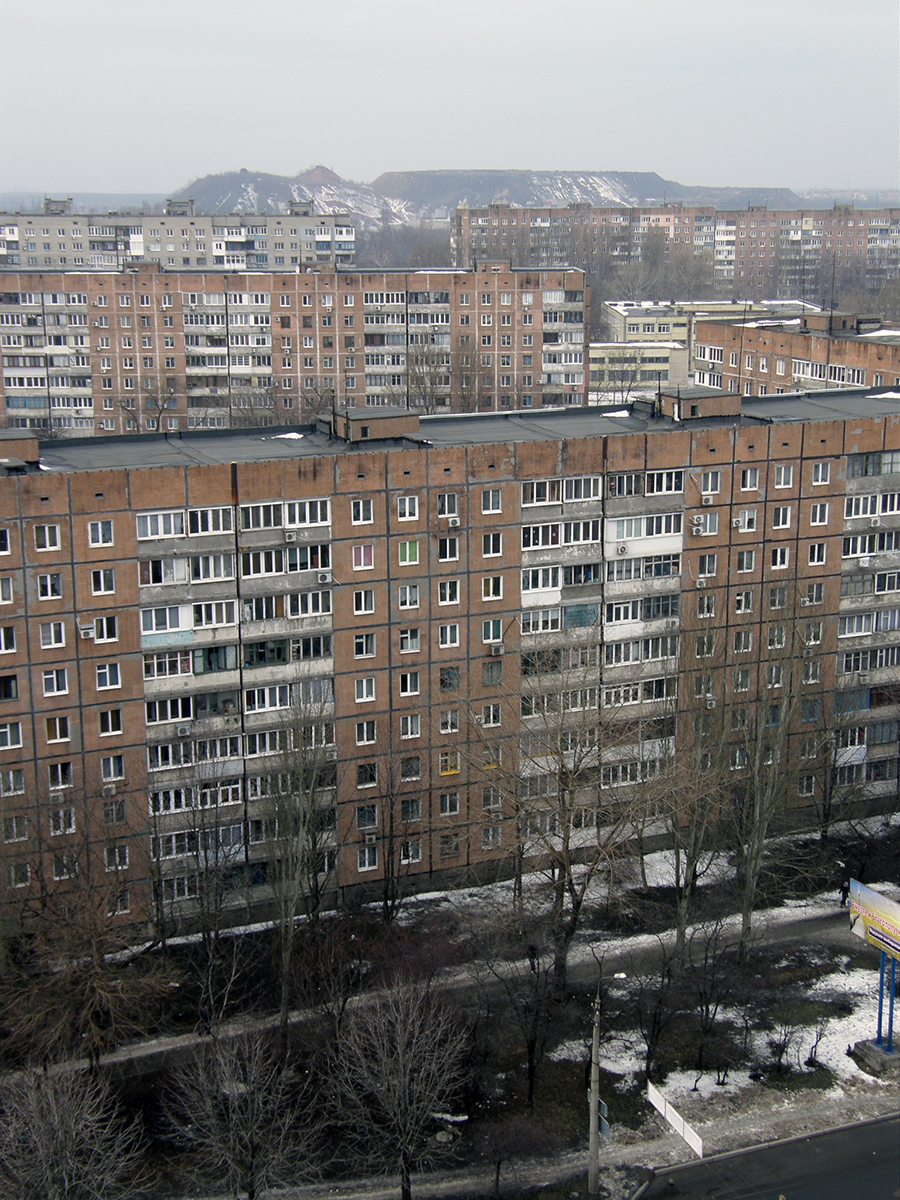
Донецьк, Магістральний

#### 1-464А-20

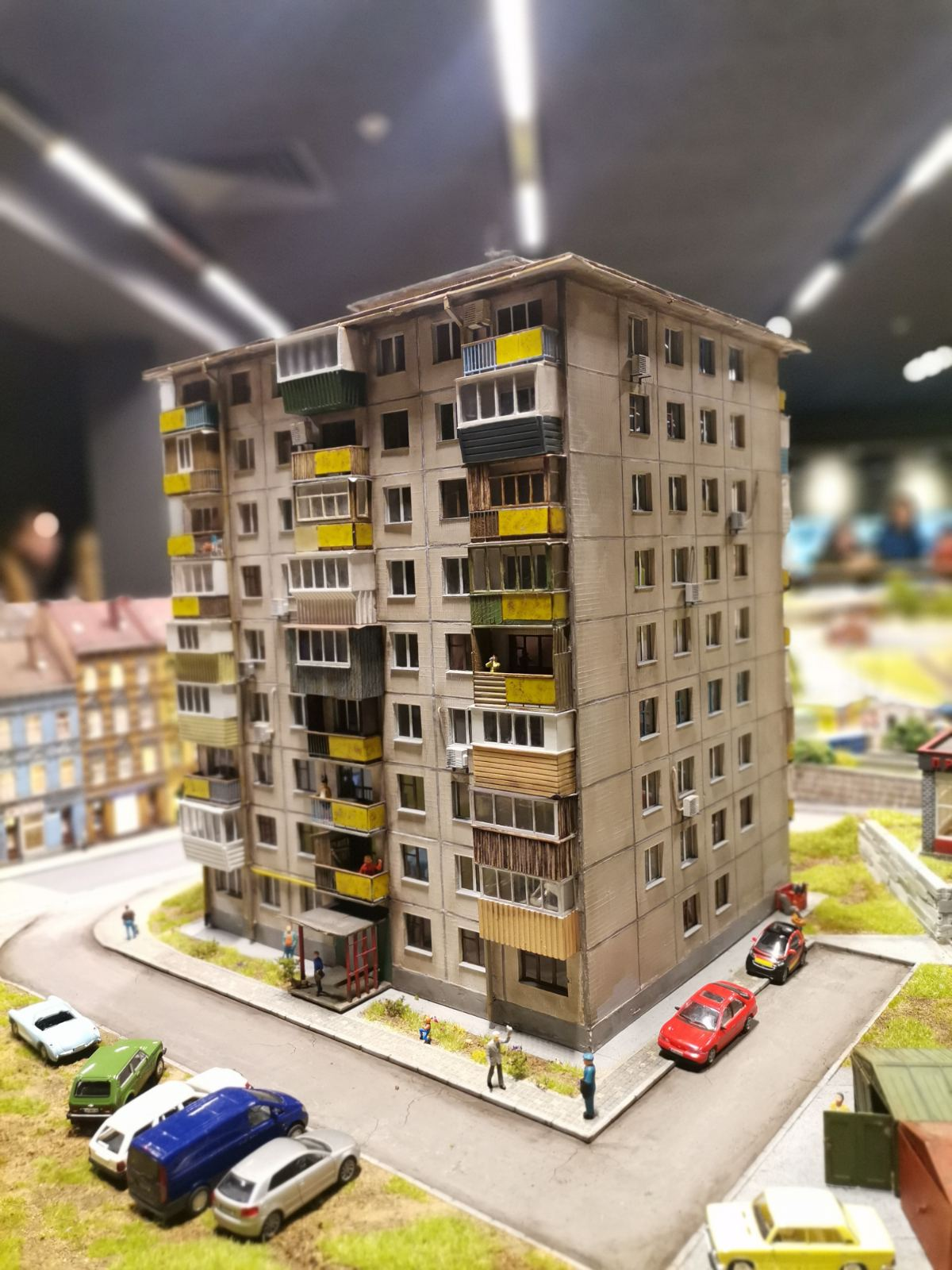
макет

Прямокутний (20×16,7 м) у плані 9-поверховий будинок на 54 двокімнатних помешкання, прозваний «коробочка». Характерною відмінністю проєкту є атріум на всю висоту. Сходові прогони проходять усередині атріуму навколо ліфту. Природнє освітлення атріуму відбувається через вікна зі склоблоками у стінах надбудови. Висота поверху 2,7 м. Вихід на дах по драбині на зовнішній стіні.
Поширений здебільшого у Києві, також у Дніпрі, Донецьку, Львові, Вінниці та деяких містах Росії.

##### будинки у Києві

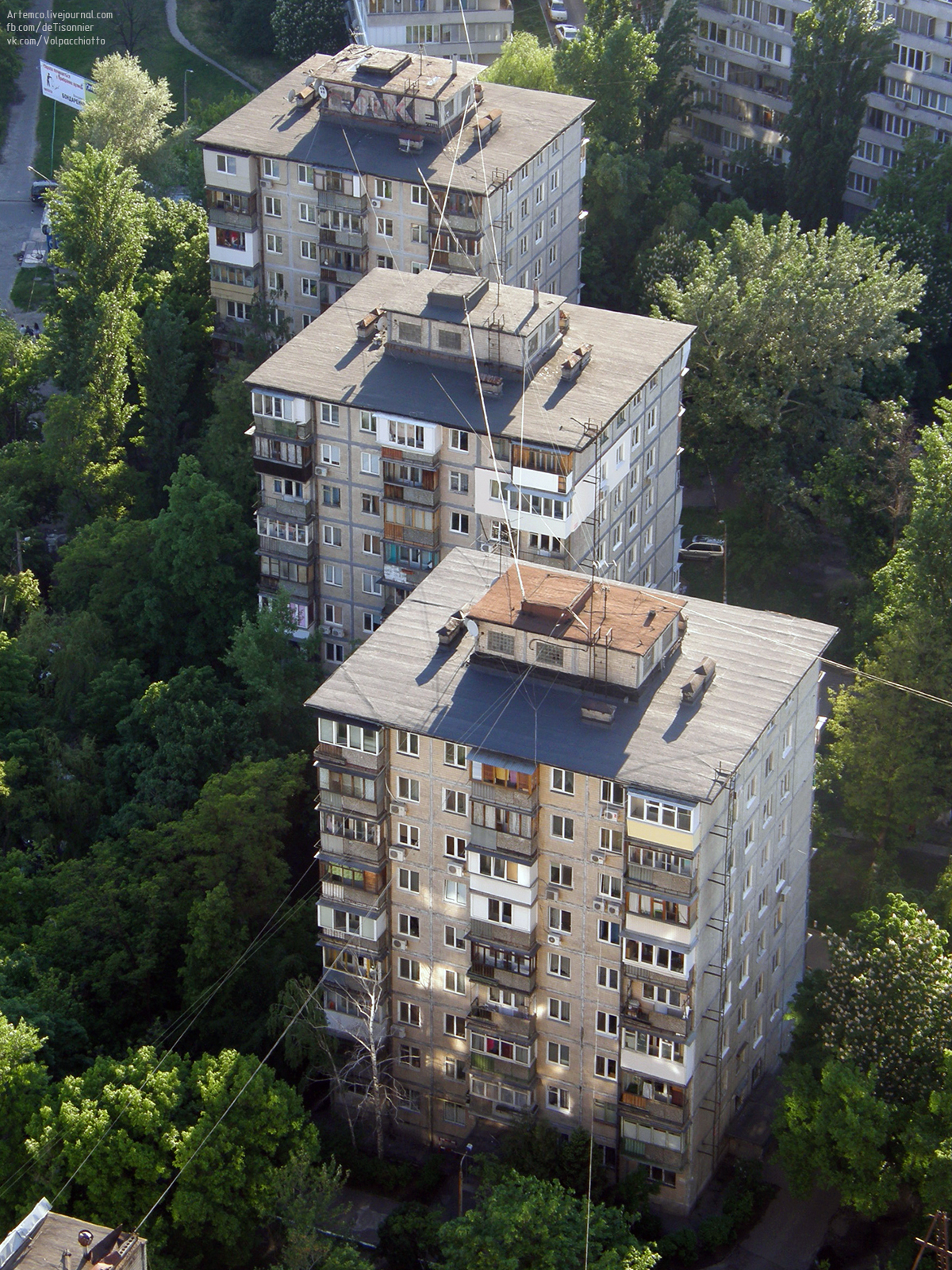
вул. Борщагівська, 4, 6 і 8, 1966 р.
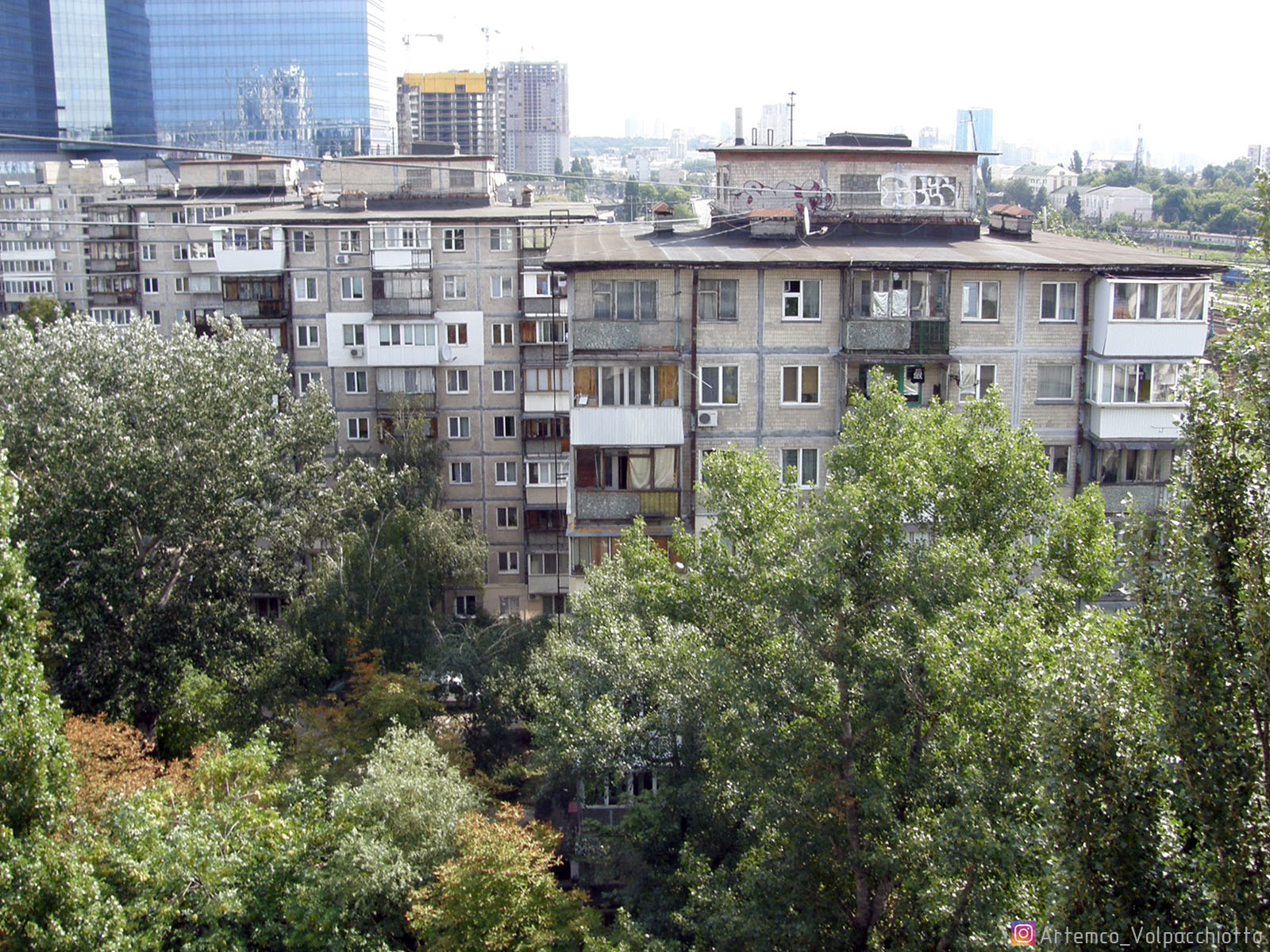
вул. Борщагівська, 8, далі 6 і 4, 1966 р.
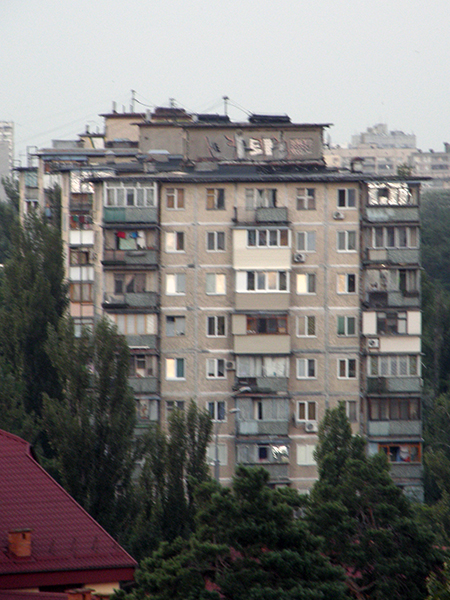
Воскресенка, Воскресенський просп. 12/92 просп. Алішера Навої, 1966 р.
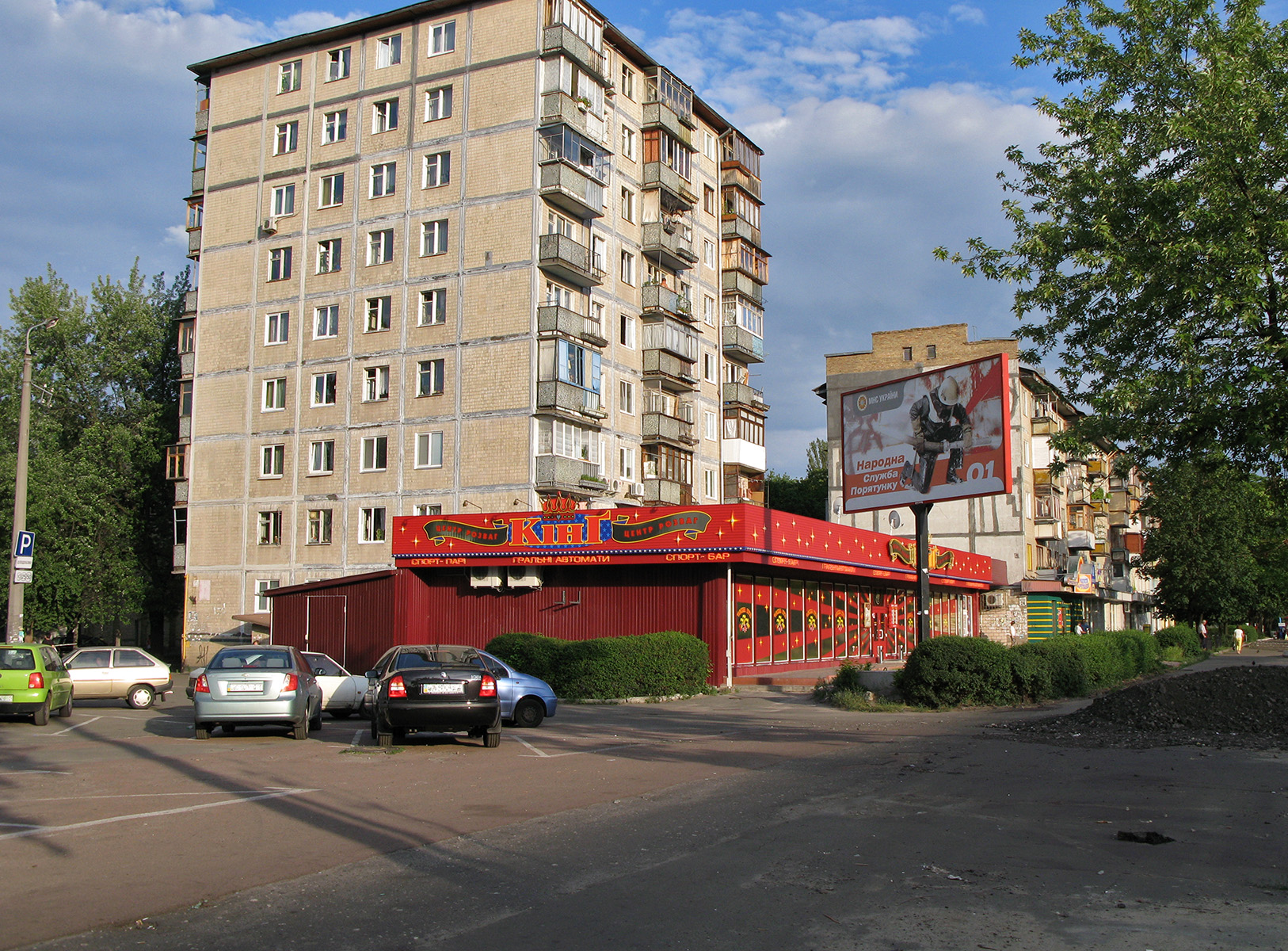
Воскресенка, Воскресенський просп., 26, 1967 р.
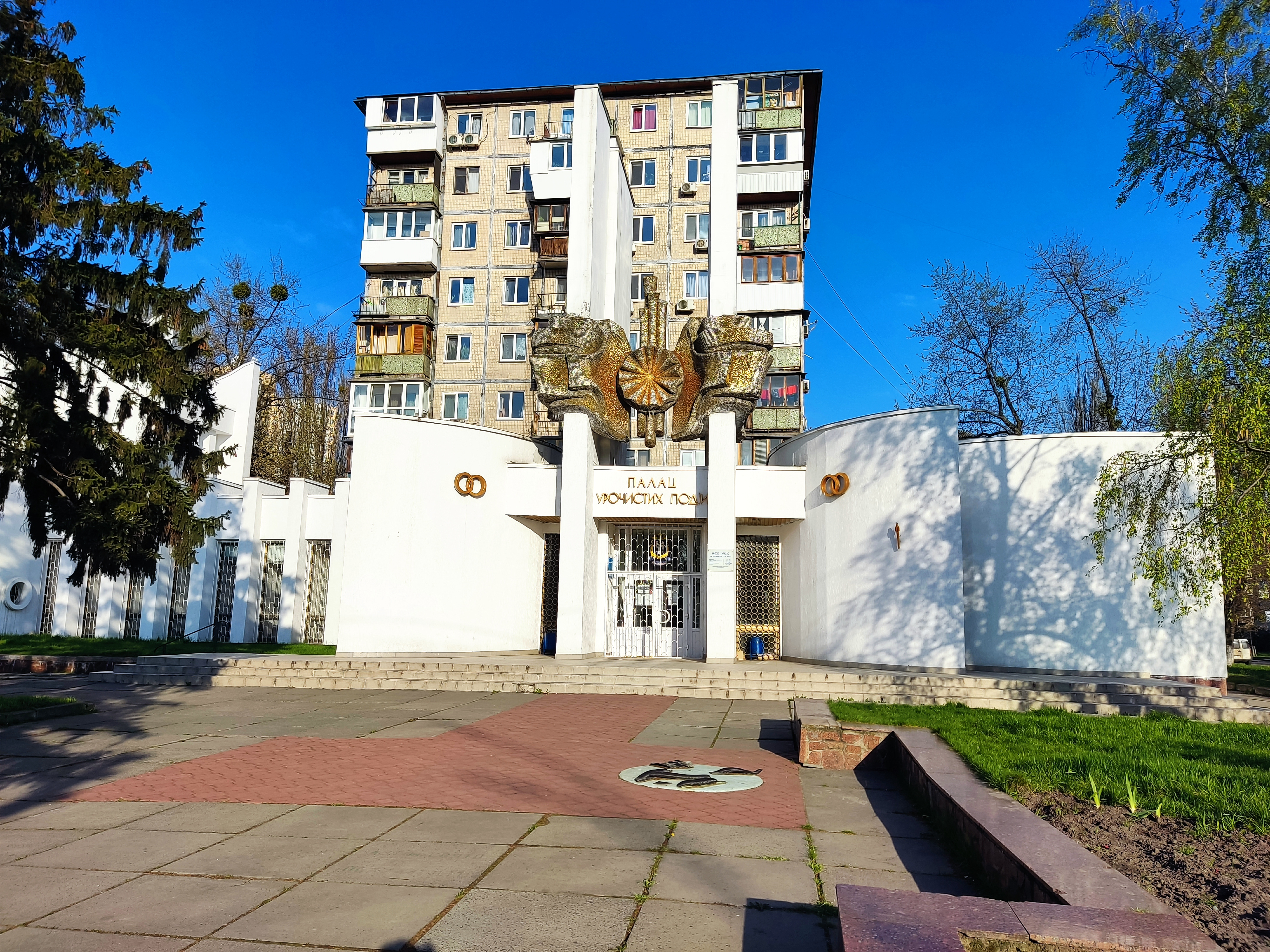
Дарниця, бульвар Верховної Ради, 8/20 вул. Будівельників, 1966 р.
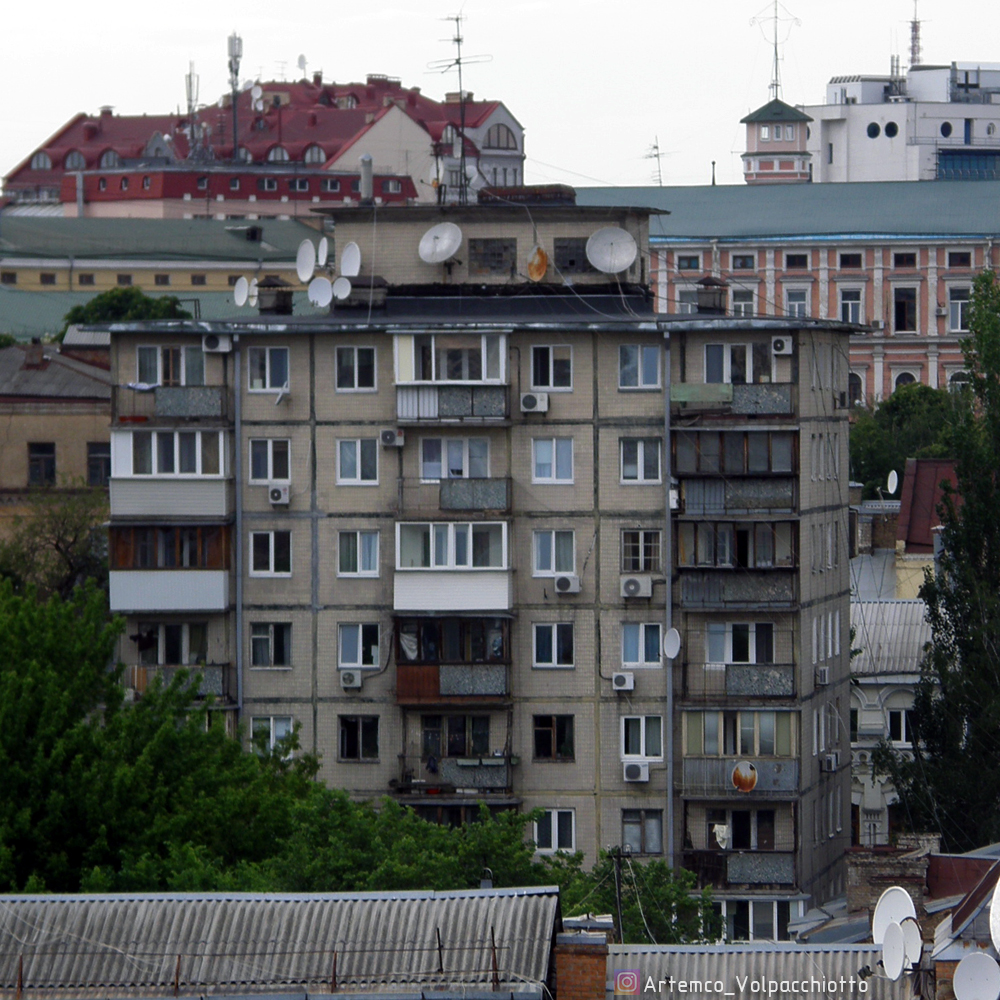
центр, пров. Михайлівський, 7, 1966
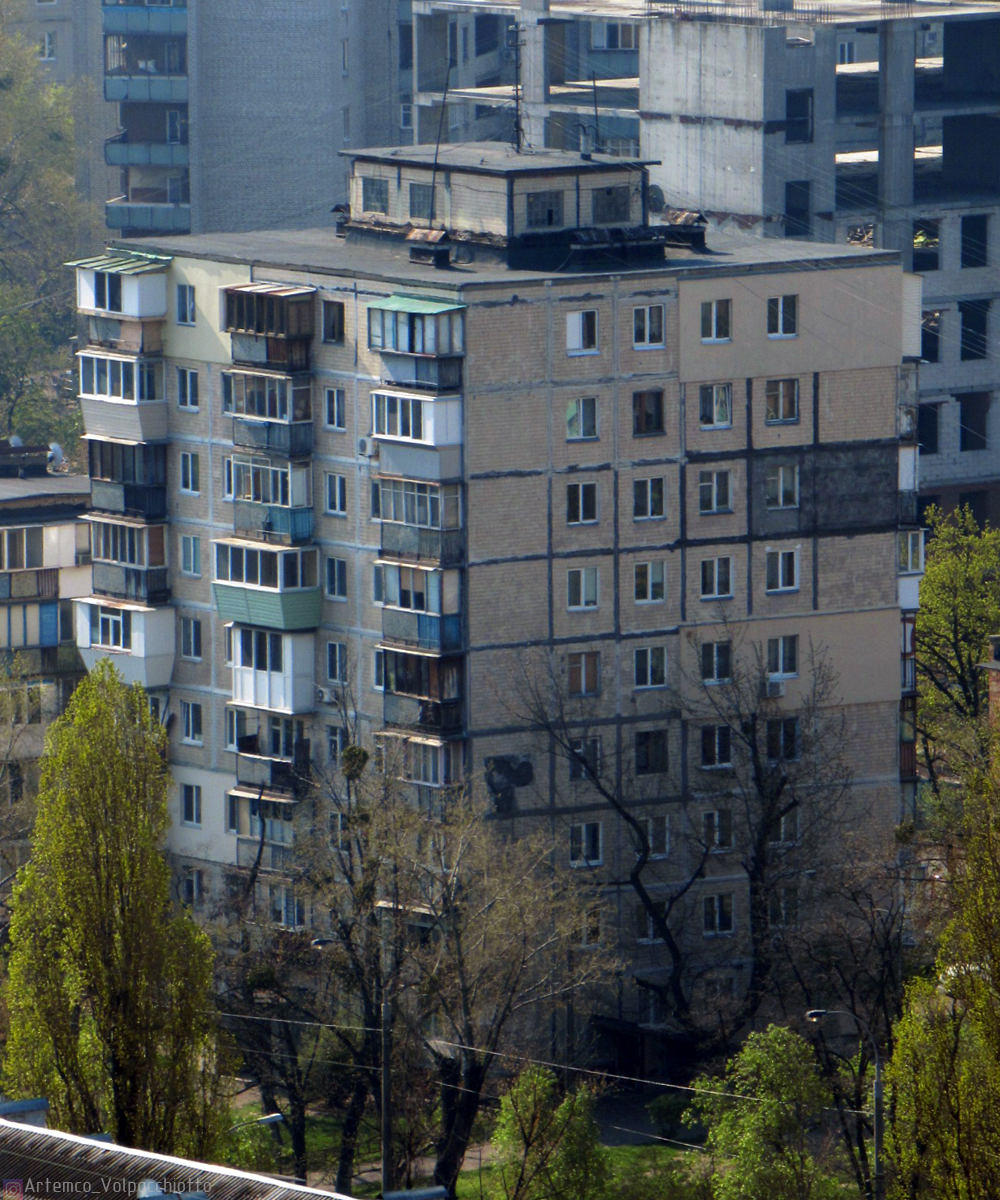
Стара Дарниця, вул. Празька, 26, 1968 р.

##### будинки у Вінниці

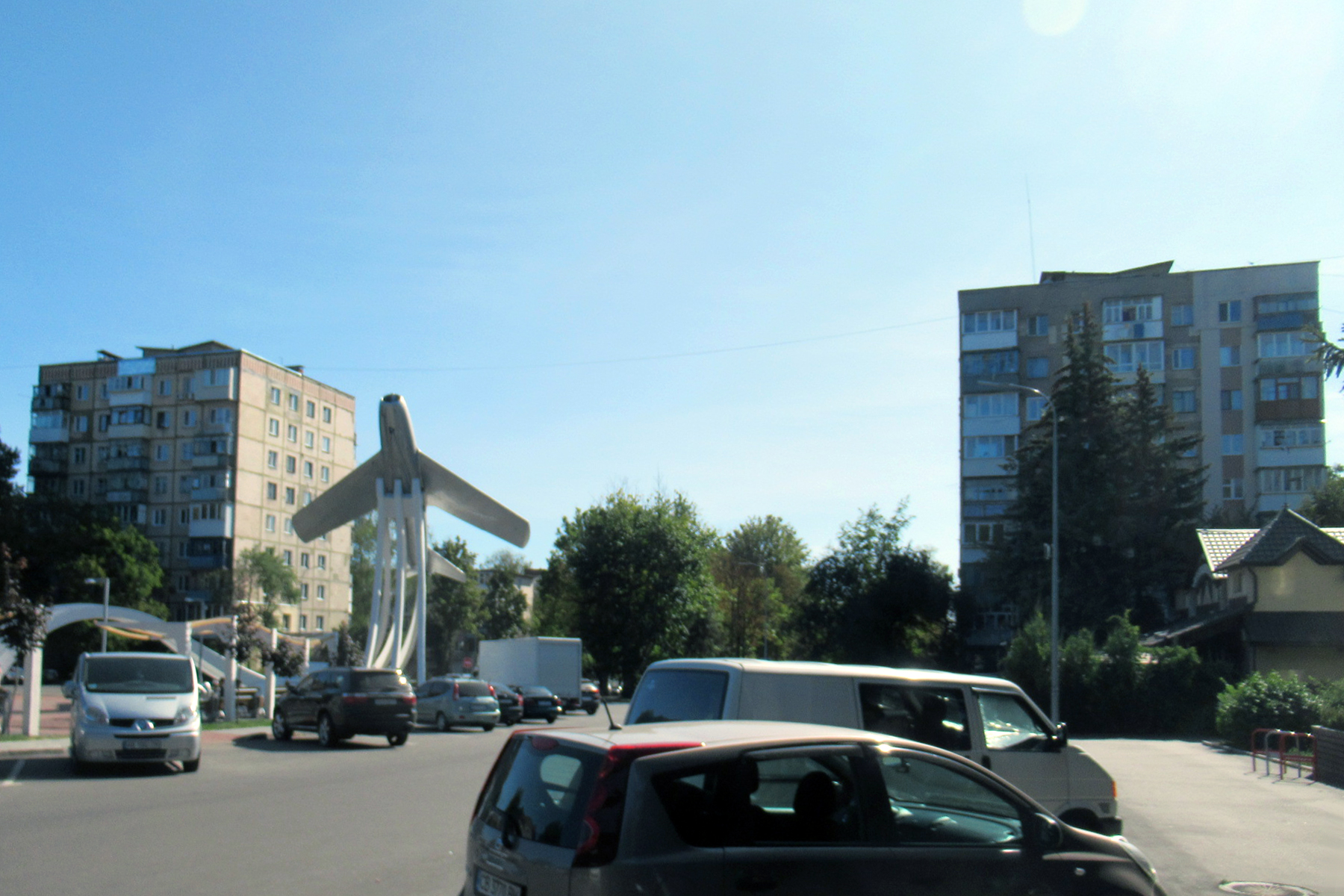
будинки на пл. Могилка (просп. Космонавтів, 3 і 4)
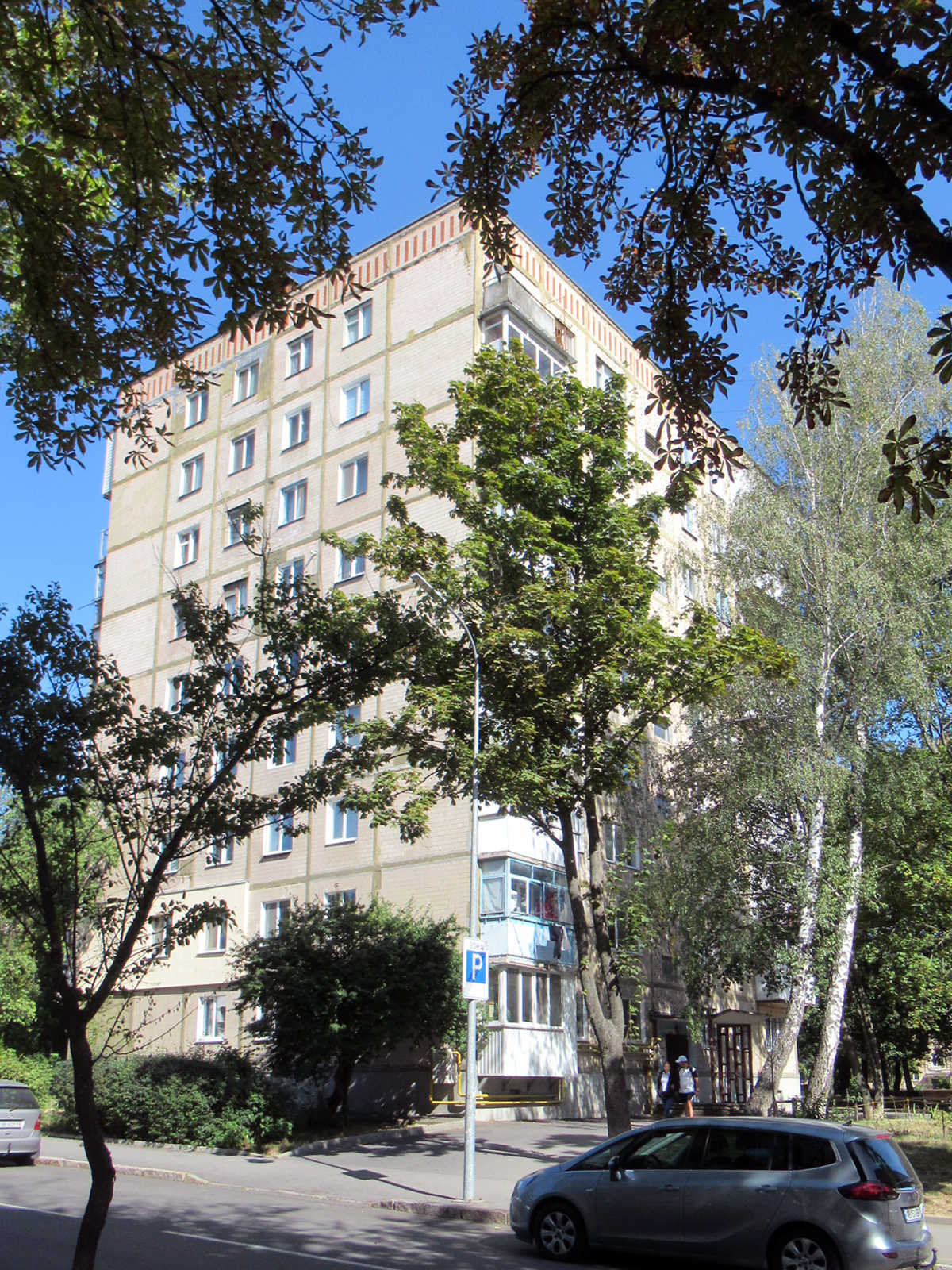
просп. Космонавтів, 3

#### 1-464А-52/12
12-поверховий багатопід'їздний будинок. Пізнаваною рисою є незадимлювані сходи в еркері зі скрізними лоджіями-містками. Поширений тільки у Києві.

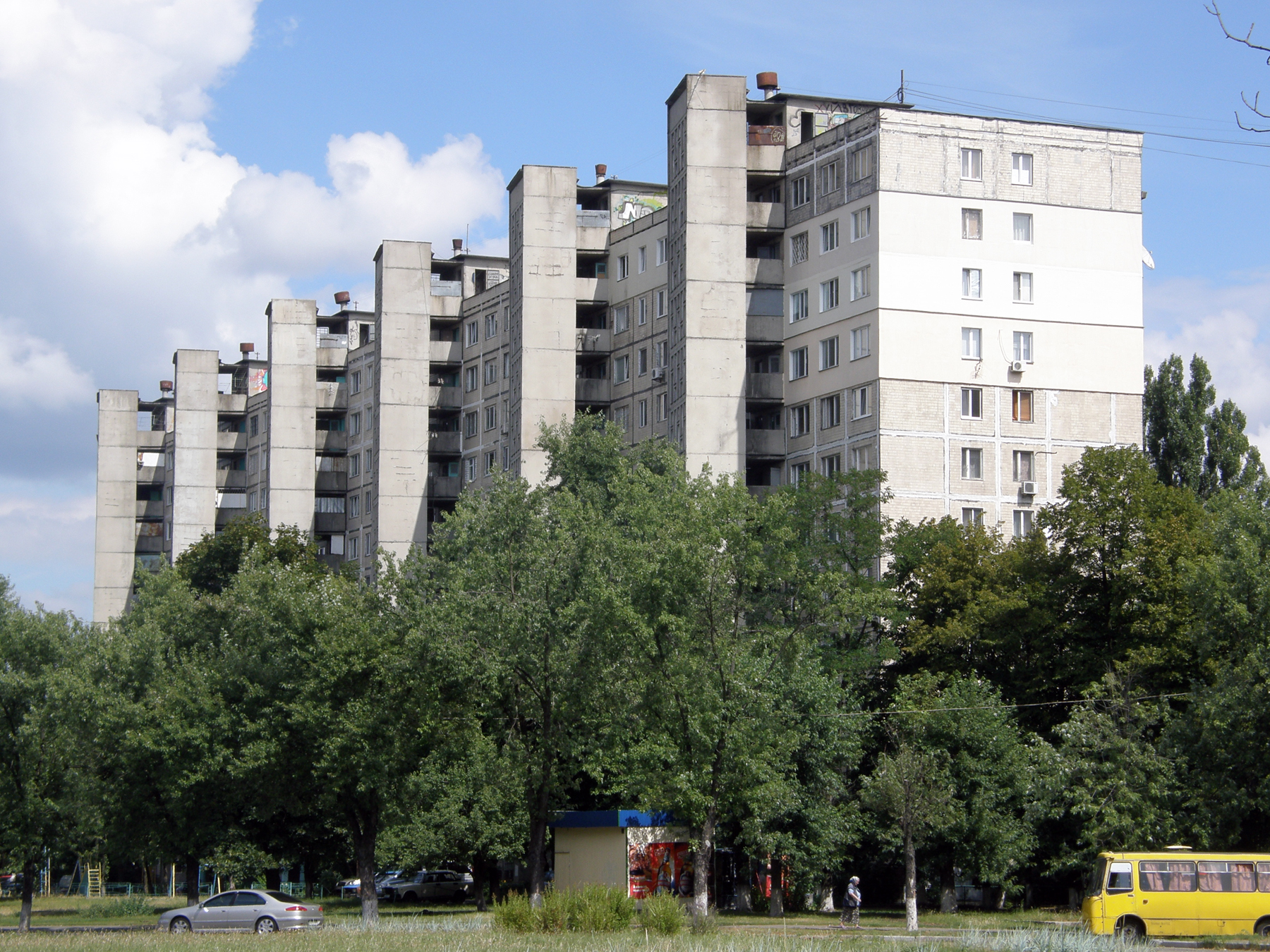
Лісовий, вул. Космонавта Поповича, 8, 1972 р.
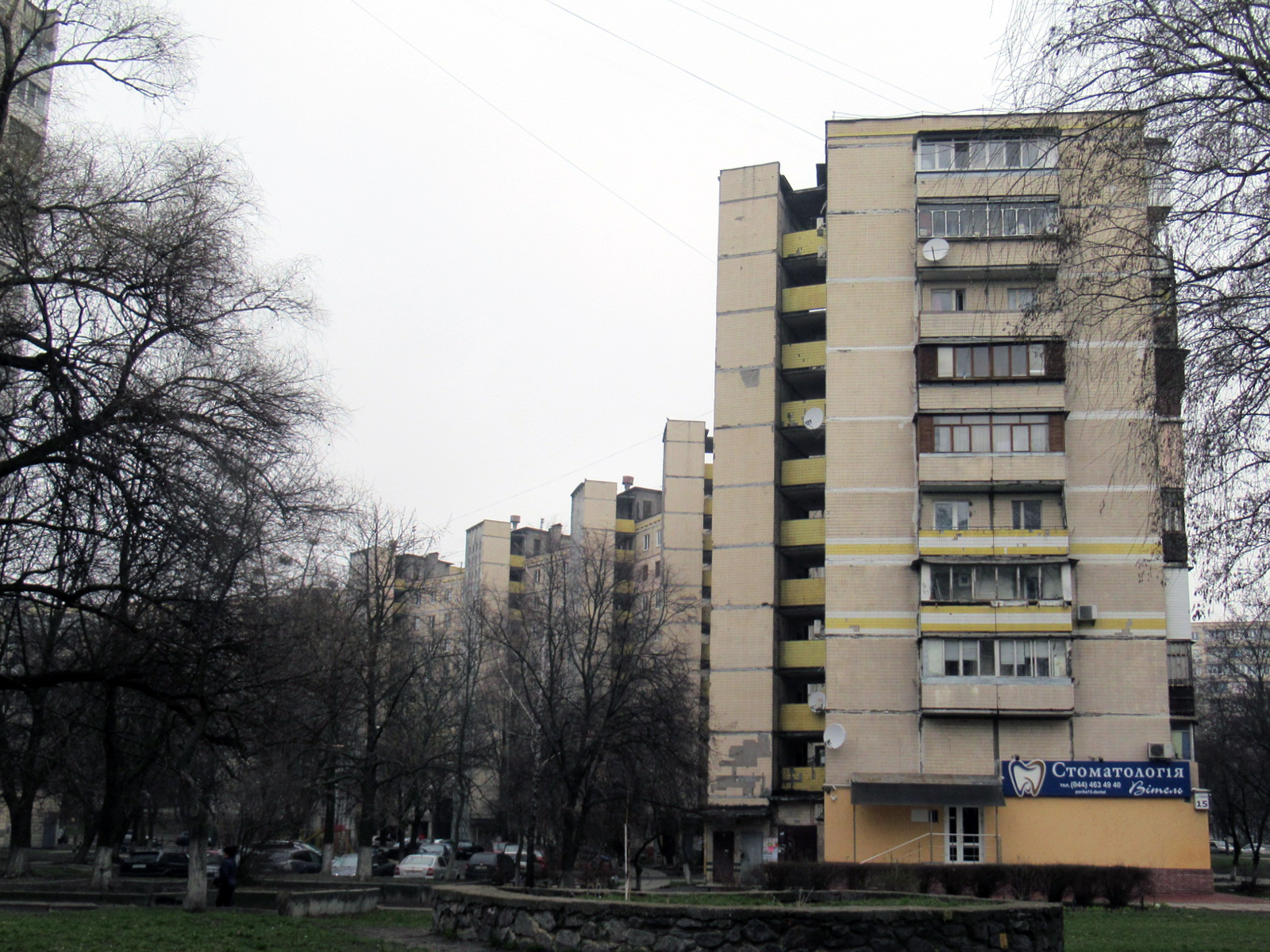
Виноградар, Василя Порика, 15, 1976, з 6 секцій з трапеційним планом, що в цілому утворють дугу

##### будинок-напівкружка
На Північно-Броварському масиві 8 секцій за однією адресою і повернуті на протилежний бік 16 секцій з иншою адресою утворюють ⅜ кола з загальною кількістю 1152 квартири. Для утворення криволінійної форми плану будинку торці секції зроблені трапеціями: скошені з двох сторін на 60 см по одному з фасадів в межах кроків 2,6 і 3,2 м. Авторський колектив: архітектори А. І. Заваров, С. Я. Ходик; Ю. Г. Рєпін, Ф. І. Боровик, Е. В. Рязанцева; інженери: І. В. Онищенко, М. І. Медведєв, І. С. Горохов, Б. Г. Житомирський, Ю. П. Головченко, А. Ф. Косой, Н. Г. Сапак, О. А. Згурський.

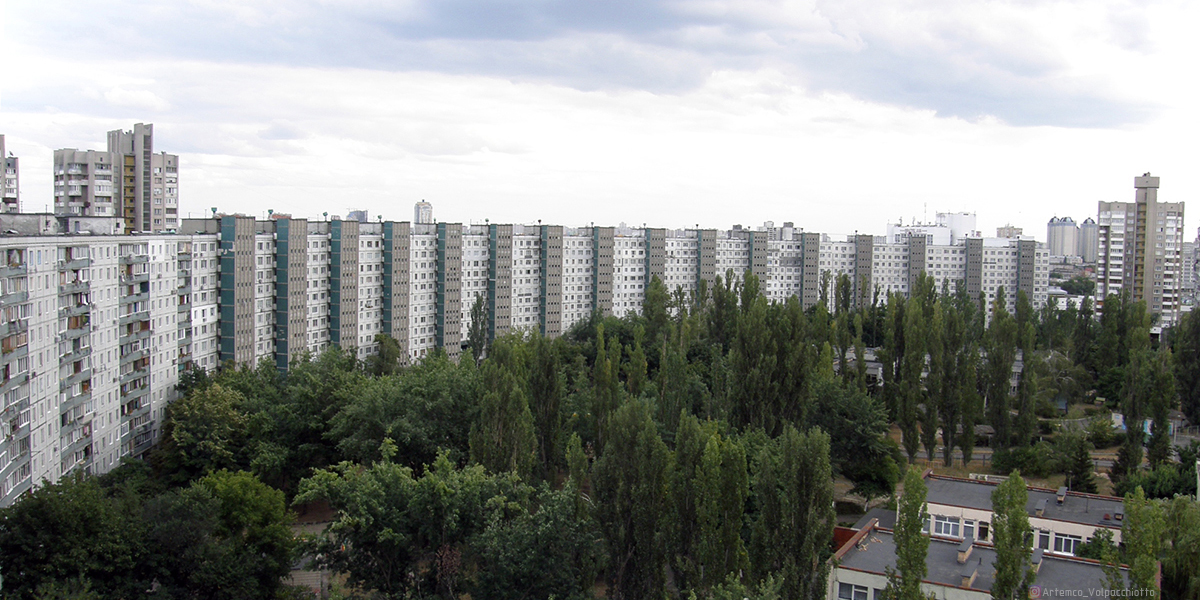
будинок-напівкружка Дарницький бул., 7 (ліворуч) і вул. Малишка, 3

### 1-464Д

#### 1-464Д-Э54
Розроблений у ЦНДІЕП Житла перший будинок за проєктом був збудований у 1969 у місті Жуковський Московської області.
12-поверховий будинок має одну секцію із двох прямокутних у плані об'ємів, з'єднаних перемичкою, в якій розміщується два ліфти і сміттєпровід. Кроки несних поперечних стін в осях 2,6 і 3,2 м. Висота поверху 2,7 м, товщина перекриття 10 см. Зовнішні стіни товщиною 35 см, внутрішні 14 см. Корисна площа будинку 3668 м², житлова — 2170 м². Усього в будинку 84 помешкань по 7 на поверх: одне трикімнатне (житлова площа 40,2 м², кухня 9,7 м²), три двокімнатних (29,9 і 7) і три однокімнатних (9,7 і 7 відповідно). Квартири мають лоджії.
12- та 14-поверхові будинки поширені в Московській області, місті Омську, в Україні – в Маріуполі та Донецьку.

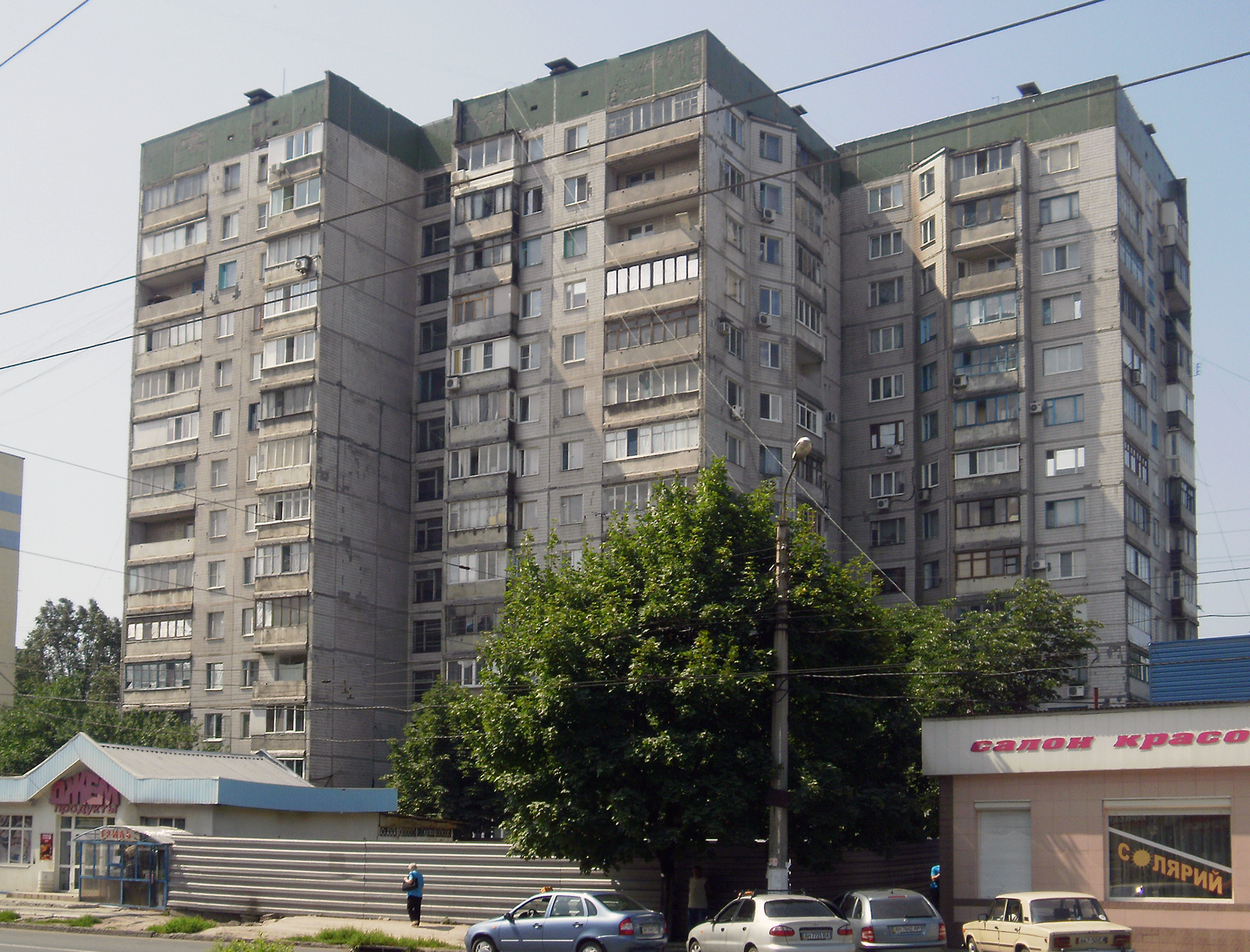
Донецьк, вул. Куйбишева, 229 і 227
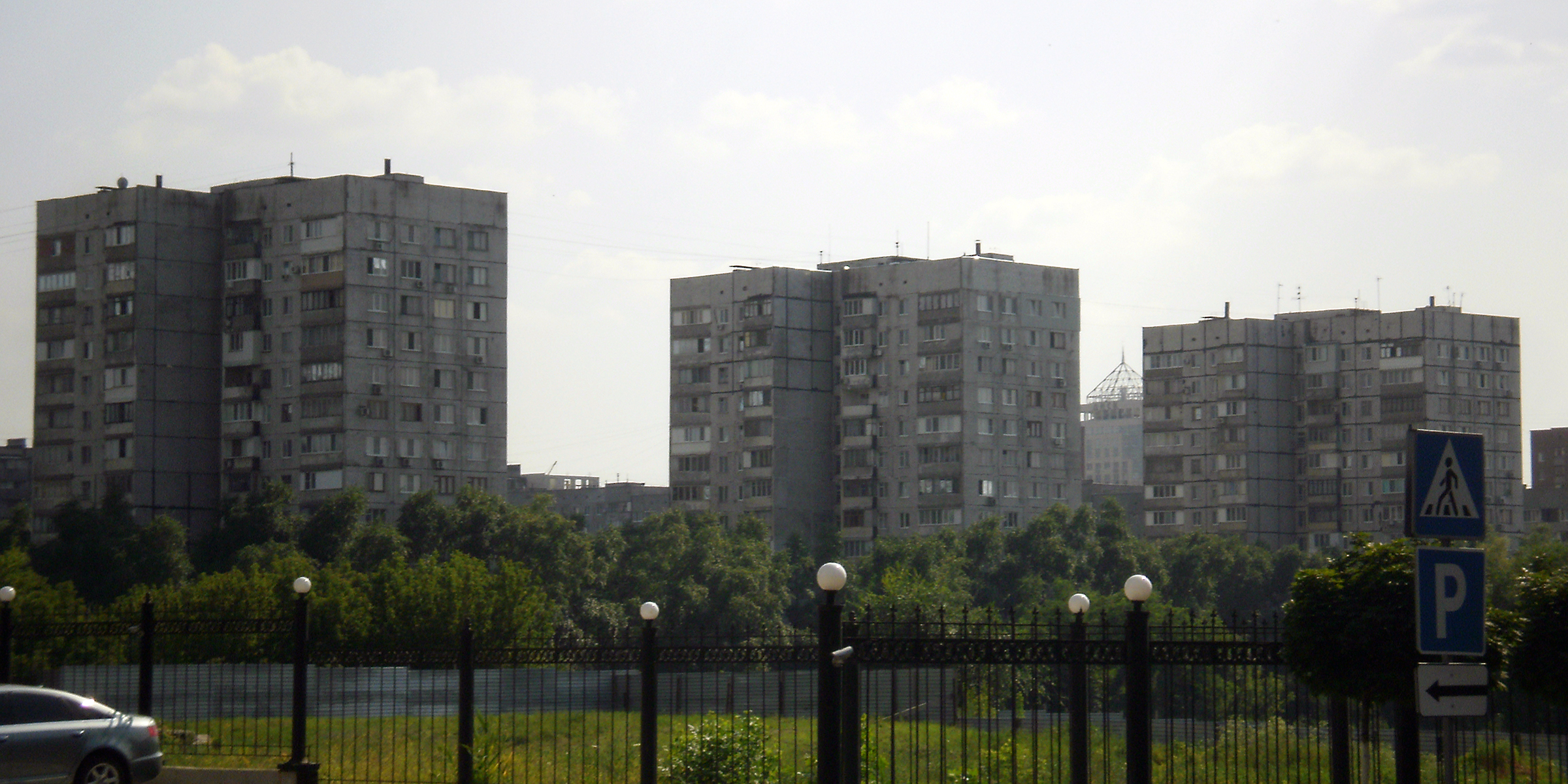
Донецьк, вул. Калузька, 34, 32 і 30

#### 1-464Д-Э193
16-поверховий будинок, поширений у м. Дніпро, а також містах Росії Владивосток, Вороніж, Нововороніж і Кемерово.

##### будинки на масивиПеремогав Дніпрі
Архітектори О. Г. Хавкін, М. Б. Кудрявський, С. Є. Зубарєв, В. Г. Сотніков і Є. Б. Яшунський. Відрізняються фігурними елементами фасади.

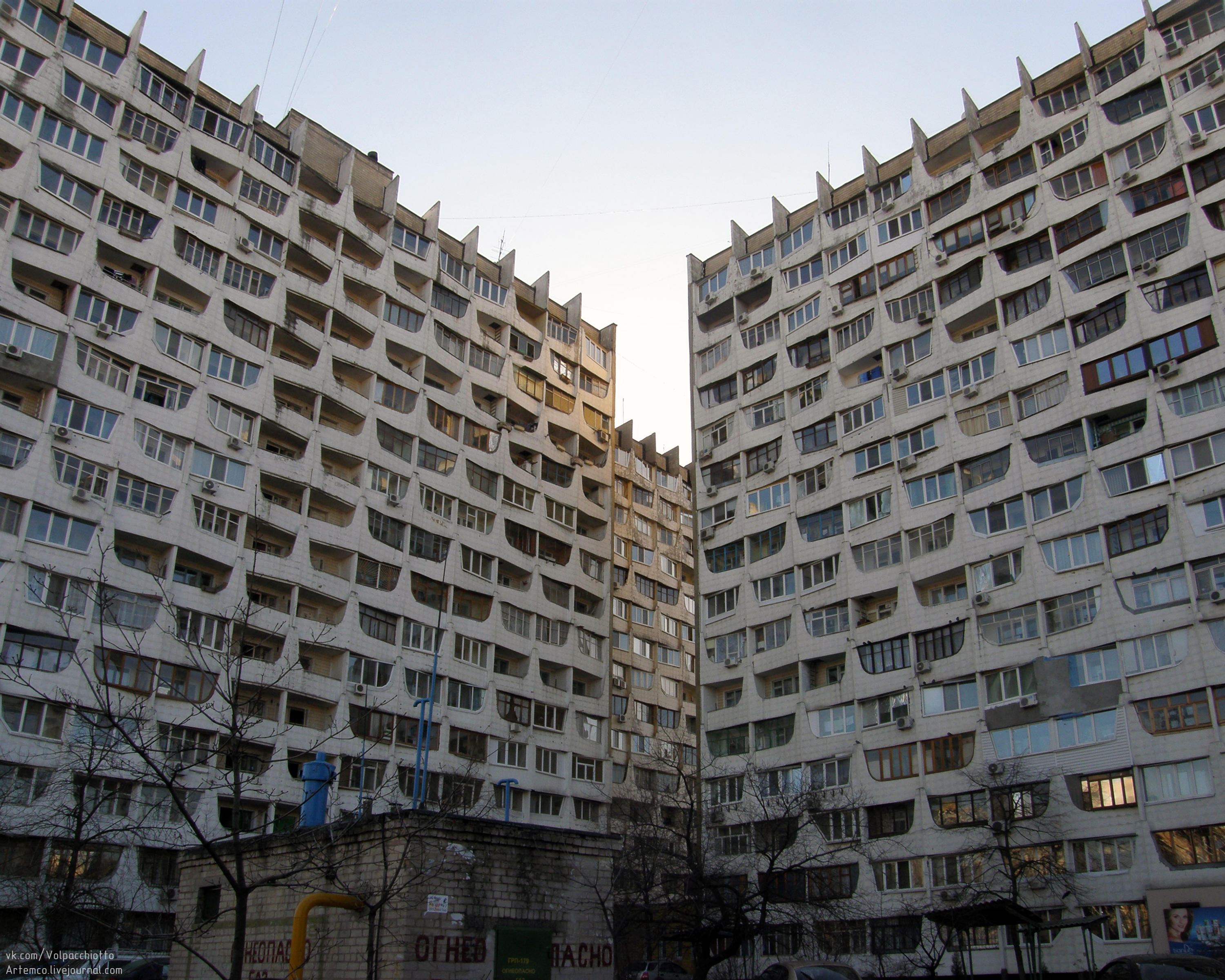
бульвар Слави, 10 і просп. Героїв, 20
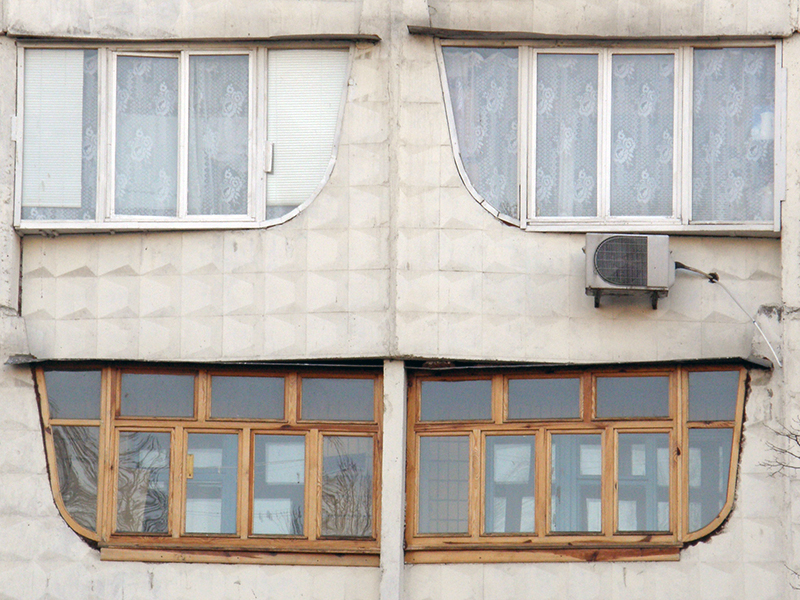
просп. Героїв, 20, балкони квартир
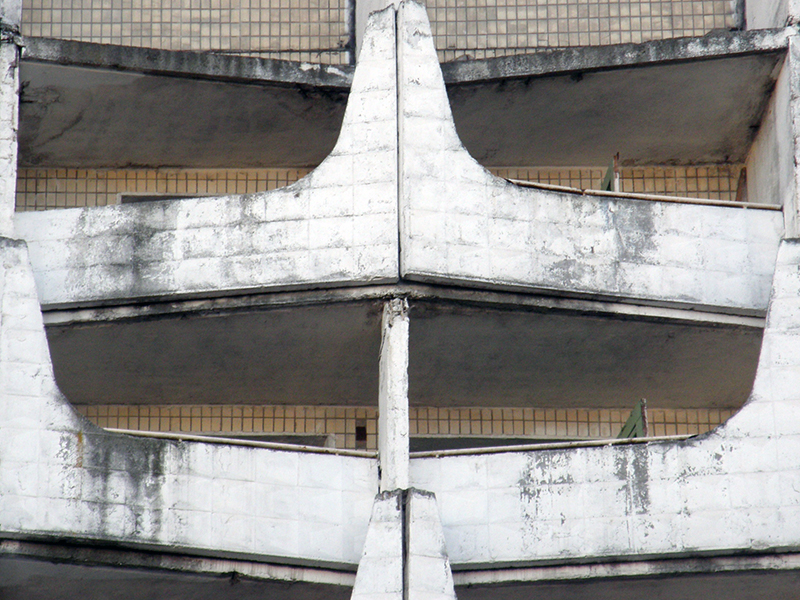
бульвар Слави, 10, балькони сходів